# Gumigyártás
A kaucsukot más alapanyagokkal összekeverve kapjuk a gumikeveréket. A képlékeny, kevéssé rugalmas gumikeverékből kivulkanizálva rugalmas gumi lesz. A gumitermékek gyakran összetett termékek, melyek gumin kívül más anyagokat is tartalmaznak (acél- vagy textilvázat, ráragasztott rögzítőelemeket stb.). Ezek a termékek is általában gumigyárban (gumiüzemben stb.) készülnek; gyakrabban úgy, hogy a gumikeverékből készített nyers gumialkatrészeket rögzítik a többihez és utána vulkanizálják, ritkábban úgy, hogy a kivulkanizált gumit építik össze a többi alkatrésszel. Ezzel összefüggésben gumigyártásnak nevezzük általában azoknak a késztermékeknek az előállítási folyamatát, amelyek számottevő mennyiségben tartalmaznak gumit (esetleg más anyagok mellett). Ezért a természetes gumi – műgumi megkülönböztetésnek nincs értelme. Minden gumi „mű”. Ha csak természetes alapanyagból készülne (aminek a valószínűsége végtelenül kicsi), akkor azért, mert nem a természetben keletkezett, hanem vegyi gyárakban. A világon gyártott gumitermékek fele gumiabroncs, a másik felét műszaki gumicikkeknek nevezzük. Ez utóbbiak közül a legfontosabbak a légrugók, a tömlők, a hevederek és szíjak, a tömítések, a gumilemezek, a mártott termékek.
A gumiabroncsokat általában nagy tömegben gyártják és kevés félék. A műszaki gumicikkek sokfélék és kisebb tételben gyártják őket.

## A gumigyártás alapműveletei
- (Alapanyagok)
- Keverékkészítés
- Itatás
- Kenés
- Kalanderezés
- Extrudálás
- Felépítés
- Vulkanizálás
- Fröccsöntés

A keverékkészítés és a vulkanizálás minden gumitermék gyártási folyamatában szerepel, a többi a termék jellegétől és a választott gyártástechnológiától függően „elcsökevényesedhet” vagy egészen el is maradhat.

### A gumigyártás alapanyagai
1. Kaucsuk

1. A vulkanizálás hatóanyagai:
2. Öregedésgátlók:
3. Töltőanyagok:
4. Lágyítók:
5. Egyéb adalékok és segédanyagok:
6. Szilárdsághordozók:

#### Aktív töltőanyagok
A korommal erősített gumi általában kopásállóbb, mint a töltetlen kaucsukból készült.
A kormot szénhidrogének (kőolaj, földgáz, illetve ezekből előállított anyagok) elégetésével vagy részleges termikus lebontásával állítják elő. Az abroncskeverék mintegy harmadát a korom alkotja; jellemzően a koromtól lesz fekete a gumi. Ennek megvan az az előnye is, hogy jól elnyeli az ultraibolya sugarakat és így akadályozza a gumi öregedését.
A szilícium-dioxid kedvezően befolyásolja a gumi szakítószilárdságát. Ezenkívül javítja a nedves és a hideg felületen való tapadást és a kopásállóságot, csökkenti a melegedési hajlamot.

### Keverékkészítés (keverés)
A keverékkészítés során a különálló szilárd és folyékony, különböző fizikai-kémiai tulajdonságú keverék-alapanyagokból képlékeny, egységes tulajdonságú (homogén) gumikeverék lesz. A gumikeverék tartalmazza a kész gumitermék gyakorlatilag minden alapanyagát, kivéve a vázanyagokat.
Az ideális keverés az lenne, ha közben a többi keverékkomponens teljesen egyenletesen eloszlana a kaucsukban mint mátrixban, és semmilyen más folyamat nem zajlana. A valóságban bizony más folyamatok is zajlanak keverés közben.
A keverés több fázisból állhat:
1. Alapkeverék készítése
- Puhítás: a kaucsukot (esetleg lebontószerek hozzáadásával) "keverjük" a molekulatömeg csökkentése és a képlékenység érdekében.
- A kimért alapanyagokat (általában a vulkanizálás hatóanyagai kivételével) sorban belekeverik a kaucsukba. A nehezen belekeverhetőket vagy nagy mennyiségűeket több fázisban is, mert egy fázisban nem keverednek jól el.

Ha az alapkeverék előtt (az esetleges puhítás után) egy fázis van, akkor az annak során készült félkészterméket szokták előkeveréknek is hívni. De ennél több fázis esetén csak az 1. fázis, 2. fázis rendszerű elnevezések célszerűek.
Egy-egy keverési fázisban (5-10 perc) a keverék erősen felmelegszik (a legtöbbet használt alapanyagok esetében 150 °C körüli hőmérsékletre), és így hamar tönkremenne. Az egyes fázisok között a gumikeveréket lehűtik kb. 20-40 °C-ra. A hűtőfolyadék a keverékszalagokról leszáradva gyakran ragadásgátló anyagot hagy maga után a keverék felületén, mely megakadályozza, hogy a tárolási idő alatt a szalag egyes részei egymással összeragadjanak, ami nehezítené a beadagolást a keverés következő fázisánál vagy az extrudernél, kalandernél stb.
2. Készkeverék készítése (kenezés)
Az alapkeverékbe belekeverik a vulkanizálás (még hiányzó) hatóanyagait (1-2 perc).
A kaucsuk folyadék, csak nagyon sűrű (viszkózus). A kaucsukok többségén nem is látszik szobahőmérsékleten, hogy folyik, de az már előfordul, hogy a napra kitett kaucsuk néhány nap leforgása alatt mintha „lefolyna” az alatta levő tárgyakról, pl. kaucsukbáláról. A gumikeverék viszkozitása általában kicsit még nagyobb, mint a kaucsuké (főleg a töltőanyagtartalom miatt). Ez azt jelenti, hogy hideg időben szilárdnak tűnik; szobahőmérsékleten épp csak felmerül bennünk a gyanú, hogy hátha nem szilárd, 120 °C körül pedig a gépek olyan könnyen alakítják, mint az asszonyok a tésztát.
A keverés során a gépek az egyes keverékalkotórészeket deformálják és apró darabokra tépik és összekeverik egymással. A kismolekulájú anyagok „deformációja” pillanatszerű. A makromolekulákból álló kaucsuk azonban először nyúlik, és csak azután szakad el.
A kaucsuk deformációjának három összetevője van:
1. a rugalmas deformáció;
2. a viszkózus folyás.
3. a viszkoelasztikus deformáció;

1. Erő hatására azonnal deformálódik, erő megszűntekor azonnal teljesen visszanyeri eredeti alakját. A Hooke-törvény érvényesül.
2. Erő hatására deformálódik, minél nagyobb az erő, annál gyorsabban. Az erő megszűntekor egyáltalán nem nyeri vissza eredeti alakját. A kaucsuk nem-newtoni folyadék.
3. Erő hatására deformálódik, de ehhez idő kell, erő megszűntekor nagymértékben visszanyeri eredeti alakját, de ehhez is ugyanúgy idő kell. A deformációt a Kelvin-Voigt modell írja le.

A viszkózus folyási (képlékenységi) összetevőnek köszönhetően egy-egy makromolekula kihúzódik a szomszédjai közül. A feszültség csökken, a deformáció maradandó lesz.
A viszkoelasztikus összetevőnek köszönhetően a kaucsuk deformációja némi késéssel követi az erő hatását. A gombolyag alakú, nagy kanyarokat leíró molekulaláncok egy szegmense az erő hatására kiegyenesedik, de azután átrendeződik, a nagyobb kanyarok kisimulnak, viszont az egyenesebb szakaszok „beráncosodnak”. Ez időbe telik. A viszkoelasztikus összetevőnek köszönhetően a kaucsuk elnyeli a befektetett mechanikai energiát és hővé alakítja. Ezért a gumikeverék minden olyan gumigyártási műveletnél, ahol a kaucsuk folyamatosan deformálódik, melegszik. A melegedésben az a legkellemetlenebb, hogy a keverék beéghet.
A valóságban a gumikeverék deformációja során mindhárom összetevő jelen van, kisebb vagy nagyobb arányban. A befektetett energiának a deformáció viszkoelasztikus összetevőjére eső része általában még kellemetlen is, mert a nagy melegben tönkremehet a gumikeverék. A rugalmas összetevőre eső rész is kidobott pénz, mert a visszaadott energiát nem tudjuk hasznosítani. Az egyes keverékkomponensek elkeveredését csak a folyási összetevő szolgálja.
A folyékony keverékkomponensek már akár molekuláris szinten is elkeveredhetnek egymással. A szilárd szemcséket azonban először mind kisebb darabkákra kell aprítani, és ennek a minél nagyobb nyírófeszültség kedvez. A nyírófeszültség pedig annál nagyobb, minél nagyobb a keverék viszkozitása. Ezért is rossz a keverés hatékonysága szempontjából a melegedés, mivel a hőmérséklet növekedésével viszonylag gyorsan csökken a keverék viszkozitása. De ha nagyobb a keverék viszkozitása, akkor több energiát is kell befektetni a keverési folyamat során, vagyis növekednek az energiaköltségek. Másrészt viszont a keveredéshez szükség van bizonyos folyadéktulajdonságokra, képlékenységre. Ezért keveréskor meg kell találni a kompromisszumot a megfelelő nyírófeszültség, képlékenység és energiaköltségek között.
Keverés közben a keverőgépeket belülről hűtik, és rendszerint addig tart egy-egy keverési fázis, amennyit az adott keverék még éppen el tud viselni károsodás nélkül. Ezután lehűtik, és „hideg” keverékkel jöhet a következő fázis.

#### A keverék hőtörténete
A legnagyobb tömegben felhasznált keverékek esetén 100 °C alatt általában elhanyagolható a kémiai reakciók sebessége (bár a vulkanizálás hatóanyagai között vannak olyan, ritkábban használt anyagok is, melyek segítségével ez változtatható). 100 °C fölött – a keverék összetételétől függően – fokozatosan egyre nagyobb sebességgel keletkeznek szabad gyökök, keresztkötések jönnek létre a szomszédos makromolekulák között, elágaznak láncmolekulák, sőt ciklizálódnak egyes molekuladarabok stb. Ha lehűtik a keveréket, akkor a reakciók újra lelassulnak, esetleg megint az elhanyagolható szintre, de a keletkezett anyagok megmaradnak, és ha újra nő a hőmérséklet, akkor ott folytatódik a reakcióképes anyagok keletkezése, ahol legutóbb abbamaradt. Erre mondják azt szemléletesen, hogy a keverék „emlékszik” arra, mekkora hőmennyiséget kapott már eddigi élete folyamán.
Minél több időt tölt a keverék az adott magas hőmérsékleten, annál több reakcióképes anyag keletkezik, és így annál jobban fel is gyorsul a reakció. Ezek a reakciók – a szándékos vulkanizálás kivételével – általában nemkívánatosak, mert egyrészt csökkentik a képlékenységet és növelik a rugalmasságot, másrészt a reakciótermékek keletkezési helyén hirtelen mások lesznek a keverék tulajdonságai, mint a környezetükben. E nemkívánatos reakciók elkerülésére igyekeznek 
- a keveréket alacsony hőmérsékleten tartani
- csökkenteni azt az időt, ami alatt a keverék magas hőmérsékletnek van kitéve
- a gumigyártás alapanyagainál a 2.4. pontban leírt késleltetőkkel késleltetni az adott körülmények között nemkívánatos kémiai reakciók beindulását illetve felgyorsulását.

Mivel a gyártás során a befektetett mechanikai munka egy része folyamatosan hővé alakul, ezért az egyes feldolgozási műveletek folyamán és között többnyire hűteni kell a keveréket.
Az elmondottakból az is következik, hogy ha például két tétel azonos alapanyag-összetételű keveréket azonos körülmények között extrudálunk, akkor lehet, hogy az egyik beég, a másik meg nem, mert amelyik beégett, az – mondjuk – a keverés során olyan nagy hőmennyiséget kapott, hogy akkor is az égett volna be extrudáláskor, ha a másikat extrudáltuk volna magasabb hőmérsékleten.

#### A keveréshez használt alapvető gépek
- Hengerszék
- Zártkeverő
- Extruder

##### Hengerszék

Hengerszék
1: hengerpalást, 2: kéregöntvény, 3: a hűtővíz furatai, 4: forgó szakáll, 5: keverékpalást

A legegyszerűbb a három közül. Lényegében két vízszintes tengelyű összeforgó hengerből áll. A hengerek hossza és átmérője azonos, de a forgási sebességük (ω) különböző. A forgási sebességek arányát frikciónak nevezik. Általában az első henger a lassabb (amely a hengerszékes dolgozóhoz közelebb van).
Laboratóriumban előfordulnak néhány cm hosszú hengerekből álló hengerszékek. Az ipari termelésben a kb. 2 m hosszú, kb. 0,8 m átmérőjű hengerekből álló, 1–30 mm hengerrésű hengerszékek terjedtek el. A keverő hengerszékek frikciója 1,15…1,35; kerületi sebessége kb. 30 m/min.
Az egyes keverékkomponensek elkeveredését a hengerrésben fellépő nyírófeszültség és összenyomás szolgálja.
A keverő hengerszéken először puhítják (a deformációból származó melegítéssel, közben állandó „kevergetéssel”) képlékennyé teszik a kaucsukot, majd a keverési előírás szerint beadagolják a keverék többi alkotórészét.
A kaucsukot ráteszik a hengerekre. Mivel a hengerek összeforognak, ezért a kaucsuk a hengerek közti rés felé halad, és átpréselődik a résen. Ami alul kijön a hengerrésből, az nagyjából lemez alakú (nagyjából téglalap keresztmetszetű). A gépkezelő ezt felteszi az egyik hengerre (ez a munkahenger), és így bezárul a kör: a munkahengeren folyamatos palást képződik a kaucsukból, a hengerrés fölött pedig a kaucsuk többi része igyekszik keresztül a hengerrésen. A képlékeny kaucsukba belekevert többi keverékkomponens „darabkái” a hengerrésben fellépő erős nyírásnak köszönhetően egyre apróbb darabokra esnek szét, de a hengerszék többi részén nincs számottevő nyírás (kisebb, szabályozatlan nyírás van a hengerrés fölötti keverékgombócban, a forgó szakállban). Ezért a keverés minőségét gyakorlatilag az garantálja, ha az egész keverékcsomag (az egyszerre megkevert keverékadag) átmegy a hengerrésen annyiszor (átvágják a csomagot annyiszor), ahányszor elő van írva. A hengerszékes késsel (esetleg egy kezében tartott késsel és egy tengelyre felszerelt késsel vagy késpárral) levágja a keverékpalástot a hengerpalástról: a képlékeny és hajlékony keveréklemezt leengedi a hengerek alatti tálcába. A csomagnak csak 5-10%-át hagyja a hengeren, és visszaengedi a keveréklemezt a munkahengerre; így a csomag más és más részei kerülhetnek egymás mellé és keveredhetnek össze.
Hengerszékkel kb. 1 óra alatt lehet alapanyagokból keveréket előállítani. Mindkét henger belülről vízzel hűthető, és a levágások alkalmával is szünetel a keverék melegedése, így a keverés végére kb. 100-120 °C-ra melegszik fel a csomag. A keverés a hengerszéken általában nehéz fizikai munka. A keverék minőségében jelentős szerepet játszik a dolgozó hozzáértése, mesterségbeli tudása, „művészete” is.
A keverés vége (az utólagos vizsgálatokból nyert tapasztalatokon kívül) az alapján állapítható meg, hogy a hengerszékes ránézésre mikor találja a keveréket elég homogénnek.
Ma már viszonylag ritkán használják a hengerszéket önállóan keverékkészítésre, viszont zártkeverő után állva gyakran használják alakadásra: a zártkeverőben készült többmázsás szabálytalan gombóc alakú keverékcsomagból téglalap keresztmetszetű keverékszalagot gyárt, mely könnyebben kezelhető. Gyakran használják meleg etetésű kalander, extruder etetésére, vagy hideg keverék előpuhítására is. Ilyenkor nem a különböző keverékkomponensek molekuláit keveri el egyenletesen, hanem a képlékenységet javítja egyenletesen az egész keverékcsomagban.

##### Zártkeverő

Zártkeverő
1: felső kapu (bélyeg), 2: kamrafal, 3: keverőkamra, 4: rotor, 5: hűtővízcső, 6: alsó kapu

Manapság a zártkeverő a legelterjedtebb gumiipari keverőberendezés, olyannyira, hogy a „keverőgép” kifejezés többnyire zártkeverőt jelent.
A zártkeverőben két rotor forog egymással szemben azonos vagy különböző sebességgel egy zárt kamrában. A rotorok keresztmetszete a tengely mentén haladva változó. Ha a rotorok fordulatszáma azonos, akkor a frikciót az adott pontban különböző rotorátmérő, azaz kerületi sebesség adja. A keverőkamrát oldalról a két kamrafal, felülről a pneumatikus zárású felső kapu (dugattyú, bélyeg) és a retesszel biztosított hidraulikus zárású alsó kapu határolja. A keverőtérben több csővezeték nyílása található; ezeken keresztül érkeznek egyes bemért alapanyag-adagok a keverőgépbe. A többi keverékösszetevő a garaton keresztül, a felső kapu nyitásával adagolható be a gépbe.
Bár a hengerréshez hasonlóan a rotorok frikciója illetve „egymásba kapcsolódása” (pl. Intermix) is okoz bizonyos mértékű nyírást, a rotorok nagy távolsága (néhány cm) és a kis sebességkülönbség miatt ez csak alárendelt szerepet játszik. Nagyobb nyírás lép fel a rotorok és a keverőkamra belső fala között (néhány mm-es legkisebb távolság).
A rotor felülete nem teljesen henger alakú, hanem spirálvonalszerűen végigfutó taréja van; a spirálvonal meg is szakadhat egy-két helyen a tengely mentén és a kerület mentén máshol folytatódhat. A taréj kiképzése nagyon sokféle lehet. A rotorok sebessége egy 600 literes keverőben (ez elég tipikus) kb. 40 fordulat/perc, átmérője fél méter. A rotor fordulatszáma lehet változtatható is. Vannak 1 literesnél kisebb laboratóriumi keverőgépek is. A kisebb gépek rotorsebessége nagyobb is lehet. A rotor alakjából következően a keverékrészecskék tengelyirányú keveredése sem elhanyagolható.
A keverőgépben a keverék sokkal intenzívebb nyírásnak van kitéve, mint a hengerszéken, sokkal nagyobb mechanikai munkát fektetünk be a keverésbe (a keverőgépek motorja néhány ezer kW teljesítményű is lehet). És bár olyanfajta garancia nincs arra, hogy hányszor megy át a keverék minden kis darabja a nagynyírású zónán, mint a hengerszék esetében, az alapanyagok nem hagyják el a keverőteret és annyira sok lehetőségük van átmenni a nagynyírású zónán, hogy a tapasztalatok szerint a keverék sokkal hamarabb megkeveredik és jobb lesz a minősége, mint a hengerszéken kevertnek. A nagy számok törvénye (a nagy számú deformáció) miatt sokkal egyenletesebb lesz a keverék minősége, és sokkal kisebb szerepe van a dolgozó egyéni tudásának, sokkal nagyobb a kidolgozott keverési technológiának.
Az intenzívebb keverés intenzívebb melegedést von maga után. A rotorok és a keverőkamra fala belülről vízzel hűthető. Egy keverési ciklus kb. 5 percig tart, és a keverék ezalatt kb. 120-140 °C-ra melegszik fel (keverékfajtánként ez eléggé eltérhet egymástól, például hőálló EPDM alapú alapkeverékek esetében elérheti a 180 °C-ot is, viszont egy nagy tömegben gyártott, közönséges vulkanizálóanyagokat tartalmazó készkeverék esetében már a 120 °C is némi kockázattal jár).
A keverés végét (az utólagos vizsgálatokból nyert tapasztalatokon kívül) az eltelt keverési idő, a keverék hőmérséklete vagy a keverésre fordított elektromos energia mennyisége alapján állapítják meg.
A keverés befejeztével az alsó kapun keresztül a keverőgép alá hullik a szabálytalan alakú, forró keverékcsomag. Ez nehezen kezelhető, ezért a zártkeverő alá általában hengerszéket telepítenek, amely a keveréket széles, téglalap keresztmetszetű keverékszalaggá alakítja, ami már könnyen kezelhető. Amíg a keverőgép a következő keverékcsomagot keveri, a hengerszéknek még egy kis utóhomogenizálásra (1-3-szori átvágásra) is van ideje.
A zártkeverő sokkal korszerűbb gép, mint a hengerszék. Sokkal termelékenyebb és jobb a keverék minősége is. A foglalkozási ártalmak és veszélyek kisebbek. De sokkal bonyolultabb is. Nehezebb telepíteni (minél több alapanyag érkezik csövön át, és minél kevesebbet kell magának a gépkezelőnek kézzel beadagolnia, annál jobb), kezelni és karbantartani, és nem csak a keverőgépet, hanem az összes kapcsolódó berendezést is (mérlegek, szelepek, darabológépek stb.). Ezenkívül a keverőgép általában úgyis igényel hengerszéket is. Előnyei miatt azonban a keverékek döntő többségét már zártkeverővel keverik, különösen a nagy szériában gyártott keverékeket. Hengerszékekkel még ott gyárthatnak keveréket, ahol az átállások, tisztítások miatt egyszerűbb hengerszéket használni vagy a keverőgépek foglaltak vagy gond van a zártkeverő karbantartásával, kiszolgálásával, viszont a komponensek homogén eloszlása nem sorsdöntő.

##### Extruder
A keverő extruderek folyamatos működésű keverőberendezések. A kisebb méret miatt termelékenységük kisebb, mint a zártkeverőké, viszont hűtésük jobb. A keverési lehetőségek korlátozottabbak, mint a zártkeverő esetében: speciális menetekre van szükség a csigán és a hengeren is, és a porok elkeveredése még így is problémás lehet; problémás a bálás kaucsuk bejuttatása, ezért puhításra, pelletizálásra vagy hasonló előzetes műveletre is szükségük van. Az extruderek elterjedését azonban főleg az akadályozza a keverés területén, hogy folyamatos működésűek: termékváltáskor nagy a hulladék mennyisége; leginkább akkor alkalmazhatók, ha folyamatosan kis mennyiségben kell ugyanazt a terméket gyártani; nehéz megoldani a keverékkomponensek egyenletes és folyamatos beadagolását.

#### Keverékvizsgálatok
A keverékvizsgálatok egy része azt vizsgálja, hogy a keverék tulajdonságai mennyire biztosítják a maximális termelékenységet, másik része pedig azt, hogy az adott keverékből előállítható-e az adott tulajdonságú késztermék. Ezek sosem olyan egyszerű következtetések, mint egy iskolai matematikai bizonyítás, hanem a megfelelő megfigyelések, mérések statisztikai feldolgozásából kapott összefüggések; gyakran csak elméletek, amelyek vagy vitatottak, vagy csak az esetek bizonyos körére igazak, vagy csak bizonyos valószínűséggel igazak.

##### A vulkanizálás menetének vizsgálata
Vulkaméterekkel (pl. Mooney, Monsanto, Göttfert) azt vizsgálják, hogy zárt térben adott (vagy adott függvény szerint változó) hőmérsékleten mekkora forgatónyomaték szükséges egy korong alakú keverékpogácsa elmozdításához, illetve ez a forgatónyomaték hogyan változik az időben. A vizsgálat alatt két tárcsa (vagy egy állórész és egy tárcsa) mozog egymáshoz képest. Ez lehet egyirányú forgás vagy oda-vissza osszcillálás (rendszerint 1–2 Hz, 1-5°-ra).

A vizsgálat elején a nyers keverék még kis erő hatására is elmozdítható, ahogy azonban egyre sűrűbbek lesznek a molekulaláncok közötti keresztkötések (egyre jobban előrehalad a  vulkanizáció), úgy egyre nagyobb forgatónyomaték szükséges a próbatest elfordításához. Így a mért forgatónyomatékkal jellemezhető a kivulkanizáltság.
Az ideális görbe ilyen lenne:

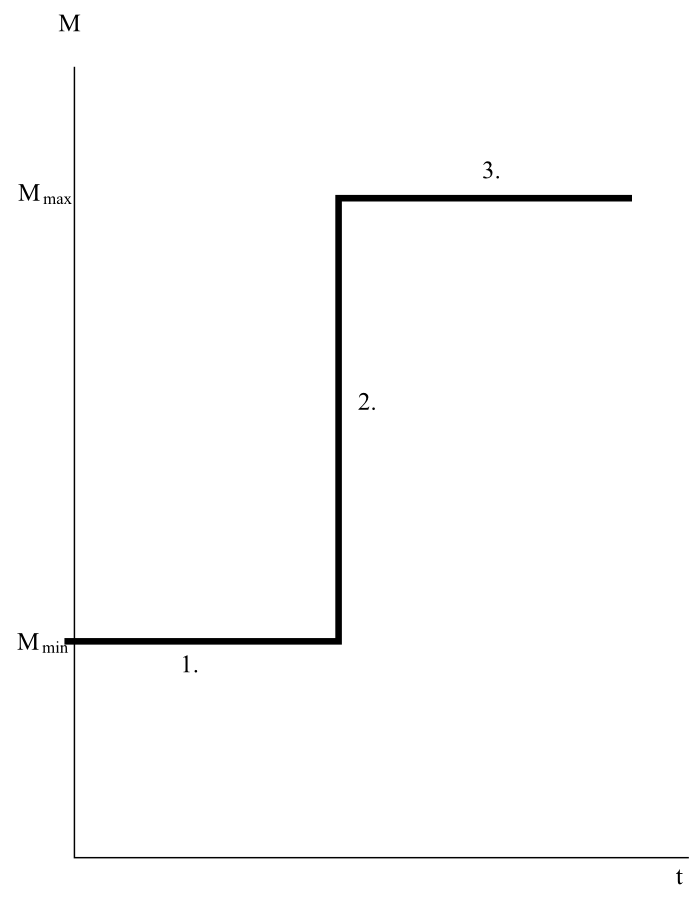
Ideális vulkanizáltsági görbe
1: indukciós szakasz, 2: térhálósodás, 3: vulkanizált állapot

Amíg a feldolgozási műveletek zajlanak (1. szakasz), a keverék tulajdonságai teljesen változatlanok. A 2. szakaszban egy pillanat alatt kivulkanizál. A kivulkanizálás után (3. szakasz) a gumi tulajdonságai teljesen változatlanok maradnak, pl. nem romlanak hő hatására.
Ez egy valóságos görbe:

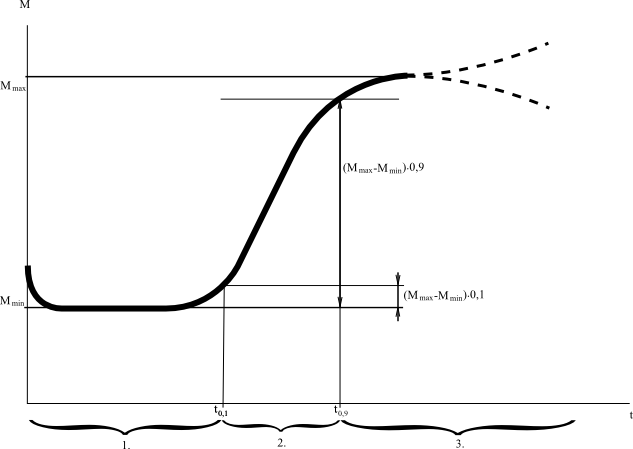
Valóságos vulkanizáltsági görbe
t_{0,1}: beégési idő; t_{0,9}: vulkanizálási idő

A görbe elején kisebb csökkenés lehetséges; ez azt mutatja, hogy a hőmérséklet növekedésével csökken a keverék viszkozitása, és a próbatest most veszi fel a vizsgálókamra hőmérsékletét. Az 1. szakaszban azért nemigen változik a kivulkanizáltság, mert még nagyon alacsony a vulkanizáció sebessége. A kémiai reakcióhoz megfelelő mennyiségű szabad gyöknek kell képződnie, és egyrészt ez nem pillanatszerű, mint a kismolekulájú vegyületek esetén, másrészt a keveréknek belül is át kell melegednie, és mivel a gumikeverék rossz hővezető, ehhez is idő kell. Ez a szakasz egyébként nagyon fontos a gumigyártásban; a keveréknek egy sor alakító műveleten kell átesnie, mielőtt még véget érne ez a szakasz. A szakasz végére fel kell vennie a késztermék (a vulkanizált gumi) számára előírt formát (pl. egy vulkanizálóformában). Minél jobban felmelegszik a keverék a feldolgozás során, annál nagyobb a veszélye annak, hogy a vulkanizáció (2. szakasz) már az alakító műveletek során elkezdődik, és a nyers (képlékeny) keverék belsejében vulkanizált (rugalmas) csomók jelennek meg, egyre sűrűbben (mint ahogy a forráspont közelében egyre sűrűbben jelennek meg buborékok a vízben) – erre mondják, hogy a keverék beég (vagyis idő előtt kivulkanizál), szkorcs keletkezik belőle.
Gyártási körülmények között a vulkanizálás előtti szakasz főleg az alkalmazott gyorsítóktól és késleltetőktől, a keverék hőmérsékletétől függ. Ezért a feldolgozás során állandóan hűteni kell a keveréket.
A 3. szakaszban a kivulkanizált gumi tulajdonságait látjuk. Ha a makromolekulák a folyamatos hőhatásra széttöredeznek, és/vagy a keresztkötések felszakadnak, akkor a görbe lefelé konyul. Ez a reverzió. Ha nemigen csökken a molekulák hossza, és további keresztkötések létesülnek a molekulaláncok között vagy az egyes láncszakaszok ciklizálódnak vagy elágaznak, akkor a görbének e szakasza emelkedő. Gyártási körülmények között ez – a hőmérsékleten kívül – főleg az alkalmazott kaucsukfajtától és gyorsítótól függ. A többi keverékalkotórész hatása kisebb.
A kivulkanizáltsági görbéből következtetni lehet a keverék szokásostól eltérő összetételére is. Például a kaucsuktól függ a nyers keverék (1. szakasz) és a kivulkanizált gumi elmozdításához szükséges forgatónyomaték (3. szakasz) is, és a vulkanizáció sebessége (2. szakasz) is. A vulkanizálószer mennyiségétől függ a 3. szakasz szintje. A gyorsító mennyiségétől és minőségétől függ a 2. szakasz meredeksége, a 3. szakasz szintje és lefutása. A töltőanyag mennyiségének növekedésével vagy a lágyító mennyiségének csökkenésével magasabb lesz az 1. szakasz, sőt a 3. szakasz is.

##### A plasztoelasztikus tulajdonságok vizsgálata
A nyers próbatestet összenyomják, és állandó deformáció mellett mérik az ehhez szükséges erőt vagy állandó erő mellett a deformációt. Előfordul, hogy azt is mérik, hogy az erőhatás megszűnte után mennyire nyeri vissza eredeti alakját a próbatest.

##### Szakítás
A nyers keverékmintából a vizsgálati módszerben előírt módon kis vulkanizált lemezt készítenek, abból adott méretű és alakú próbatestet kivágnak. A próbatestet szakítógéppel elszakítják. A szakítószilárdság, a szakadási nyúlás és a maradó nyúlás alapján nemcsak az állapítható meg, hogy elég szilárd-e a gumi a késztermékkel szemben elvárt tulajdonságok teljesítéséhez. A szakítószilárdság gyorsan csökken a keverékben el nem kevert szemcsék hatására, így jól jellemzi a keverék minőségét is.
A szakítás során meghatározható a gumi modulusza 50%-os, 100%-os, 200%-os stb. nyúlásnál.
A szakítószilárdság és a modulusz az aktív töltőanyag tartalom növelésével és a térháló sűrűsödésével nő. A lágyító mennyiségének növelésével nő a szakadási nyúlás, csökken a maradó nyúlás. A maradó nyúlás elsősorban a kaucsukfajtától függ.

##### A keménység vizsgálata
A keménység moduluszjellegű tulajdonság. Nagy előnye, hogy vulkanizált próbatesteken és késztermékeken egyaránt egyszerűen, könnyen elvégezhető.

##### Speciális vizsgálatok
Ezek olyan vizsgálatok, melyek nem széleskörűen, hanem egy-egy felhasználási területre terjedtek el. Ilyen például a duzzadásvizsgálat azokra a gumitermékekre, amelyek valamilyen közegben (pl. kőolajtermékekben, savas közegben stb.) üzemelnek, az elektromos vezetőképességi vizsgálat, hőállósági vizsgálat stb.

##### A vizsgálatokról általában
A pillanatnyi mérési eredményeket a sokévi átlaggal összehasonlítva következtetni lehet pl. arra, hogy az adott keveréket nem éri meg tovább feldolgozni, mert túl kicsi az esély arra, hogy megfelelő késztermék legyen belőle, vagy a további feldolgozás során tönkremegy, pl. beég. Vagy az eredmények alapján hibaelhárítást (esetleg további vizsgálatokat) lehet kezdeni.

### Itatás
Itatásra akkor van szükség, ha a keverék enélkül nem tapadna a gumitermék szálasanyagára.
Az itatás során a szövetet általában vizes diszperzióval átitatják. A szárazanyag lerakódik a szövet szálaira. Jól tapad a szövetre, és jól tapad arra a gumikeverékre is (majd a kivulkanizált gumira is), amelybe a szövetet a gyártás során ágyazzák. A szárazanyag általában kaucsuktípusú molekulákból és térhálósodó műgyantából áll.
Az acélhuzalokat nem itatják, hanem sárgaréz-réteget galvanizálnak rá, amelyre már elég jól tapadnak a gumikeverékek, amelyek tapadásfokozó anyagokat is tartalmaznak.
Az első szövetek pamutból készültek. A pamut elég jól tapadt a gumikeverékekhez, részint kémiai szerkezete, de főleg az apró kilógó szálak, pamutszőrök miatt. A pamutot ma már kiszorították a nagyobb szilárdságú műszálak, amelyek felülete – a műszálgyártás természetéből adódóan – sima, ezért rosszul tapad a gumikeverékekhez.
Az itatást itatóoldatokkal vagy vizes diszperziókkal végzik (néha még ezeket is „oldatoknak” nevezik, de valójában ezek nem valódi oldatok, hanem a kolloid oldatoknál is összetettebb kolloid rendszerek). Az oldatok úgy készülnek, hogy a megfelelő gumikeveréket szerves oldószerben feloldják. Munkavédelmi okokból ez ma már ritka. A vizes diszperziók természetes vagy műlátexből és a megfelelő szilárd és folyékony tapadásfokozó anyagokból készülnek. A jó tapadáshoz az itatáskor a szálon képződő bevonatnak kémiailag általában hasonlítania kell az ágyazókeverék kaucsukjához és a szál anyagához. Ennek megfelelően kell megválasztani az alapanyagokat.
A látexek alkalmazása különösen akkor előnyös, amikor a kaucsukot egyébként vizes emulzióból (esetleg vizes oldatból) állítják elő. Ilyenkor megtakaríthatjuk a kaucsukgyártás utolsó néhány műveletét. Ilyen a természetes látex is, amelyből a természetes kaucsuk készül, és a butadién-sztirol látexek nagy része is. Ezenkívül gyakran használják még a vinil-piridin látexet, a karboxilált látexet és a kloroprén látexet is.
A textilhez kötődő anyagok általában térhálósodó műgyanták vagy izocianátok. Ugyanakkor a gumikeverékekbe gyakran rezorcint és formaldehid-donort (hexametilén-tetramin, hexa-metoxi-metilmelamin, pl. Cohedur A) tesznek.
A gyantamennyiség növelésével eleinte nő a textil-gumi tapadás. Ha tovább növeljük a gyantamennyiséget, csökken a látex kaucsuktartalma, ezért romlik a kaucsukhoz való tapadás. A gyantamennyiség növelésével nő az itatott textilszálak merevsége. Ezért a gyakorlatban 100 tömegrész kaucsukra általában 12-17 tömegrész rezorcin-formaldehid gyantát alkalmaznak.
Mivel vizes közegben az izocianátok könnyen elbomlanak, elhasználódnak, ezért a látexkeverékbe nem közvetlenül izocianátokat, hanem azok dimerjeit vagy egyéb módon blokkolt izocianátokat adagolnak.
A gumigyártásban az itatással gyakran más műveleteket is összekapcsolnak, és a folyamatparaméterek változtatásával viszonylag tág határok között változtathatók az előállított itatott szövet tulajdonságai. Ezért az itatóberendezések nem csak egy itatókádból állnak. Bonyolult berendezések, amelyeknek szükségük van elektromos áramra, gőzre, hűtővízre, sűrített levegőre, látexre, szövetre. Jó, ha szinkronizálva van az utána következő szövetfelpréseléssel.
Az itatás közben szokták elvégezni a szövet hőrögzítését is. A hőrögzítés abból áll, hogy a feszített szövetre forró levegőt fújnak, a melegben mozgékonyabbak a makromolekula-szegmensek. A feszítés hatására az erő irányába orientálódnak, ezért nő a szakítószilárdságuk és csökken az adott erő hatására történő alakváltozás. Ez a kialakult orientált állapot a lehűlés után rögzül. A hőkezelő tornyok magassága gyakran 20 méter is megvan.
A műgyanták polikondenzációval keletkeznek a látexben levő alapanyagokból hő hatására.
A hőrögzítés elvégezhető akár azelőtt, hogy az itatóoldatba mártották volna a szövetet, akár utána. Ezért az itatóberendezés általában két itatókádat és két hőkezelőegységet tartalmaz, amelyből mindig azt használják, amely az adott itatási eljáráshoz kell. A poliésztert kétszer is szokták itatni; egyszer izocianáttal, egyszer rezorcin-formaldehid gyantával.
A feszítés növelésével csökken a szövet által felvett folyadék mennyisége. A szövetben levő folyadék mennyisége vákuumos elszívással és mechanikus facsaróhengerekkel csökkenthető. A hőkezelő egységben ki-bekapcsolhatók az egyes fűtő és hűtőzónák. Ezzel változtatható a műszálban a makromolekulák orientációja és a szövet folyadéktartalma is. A szövet sebességének változtatásával pedig szinte minden tulajdonsága megváltozik, ezért a sebesség változtatását általában más változtatásokkal kompenzálni kell.

### Kalanderezés
A kalanderezés során összeforgó hengerpár között engedjük át a kiindulási termékeket (amelyek lehetnek már lemez alakúak vagy forgó szakállban levő keverék), és így végül legtöbbször lemez alakú terméket állítunk elő. – A nem lemez alakú terméket a profilkalanderezéssel kapjuk.
A kalanderezési műveletek a kapott termék szempontjából a következő csoportokra oszthatók:
1. lemezhúzás
2. felpréselés
3. profilkalanderezés

Példák a kalander hengereinek elrendezésére.
Pl. I-kalander, F-kalander, Z-kalander

A kalanderek fő része a leggyakrabban három- vagy négy, ritkábban kettő vízszintes henger. A hengerek egymáshoz képest is többféleképpen elhelyezkedhetnek (lásd az ábrát).
A hengerek közti rés változtatható, sőt esetleg a hengerek tengelye is elmozdítható egymáshoz képest, a használat közben bekövetkezett kopások, görbülések kiküszöbölésére. A hengerek belülről hűthetők és fűthetők. A kalandernek több motorja is lehet, így a hengerek fordulatszáma egymáshoz képest is változtatható.
A kalanderezésnél fontos, hogy minden résben kicsi és jól forgó szakáll alakuljon ki. Akkor lesz a lemez keresztmetszete a legközelebb a téglalaphoz. Tehát legjobb a három kicsi szakáll, amit négyhengeres kalanderrel érhetünk el.

#### A kalanderhatás
A hengerrésben a hengerek azonos kerületi sebessége esetén is nagy feszültségek hatnak (különböző sebesség esetén pedig még nagyobbak). A gombolyag alakú makromolekulák orientálódnak: a gombolyagok a kalanderezés irányában megnyúlnak, erre merőleges irányban összenyomódnak. Ez a kalanderhatás, amelynek fontos következményei vannak, amelyet a gyártás és a terméktervezés során mindenképpen figyelembe kell venni. Miután a lemez kilépett a hengerrésből, az elasztomer viszkoelasztikus tulajdonságaiból fakadóan a makromolekulák igyekeznek felvenni eredeti alakjukat, vagyis a kalanderezés irányában a lemez zsugorodik, erre merőlegesen pedig szélesedik és vastagodik. Ez lényegét tekintve ugyanaz a jelenség, mint az extrudálásnál a duzzadás. Minél vékonyabb a nyers lemez, annál nagyobb arányú a vastagodása. (Természetesen a hengerszéknél is van kalanderhatás.)
Az, hogy a makromolekulák a feszültség hatására orientálódnak, anizotrop tulajdonságokat eredményez. A kinyúlt gombolyag igyekszik összehúzódni, vagyis a további nyújtás nagyobb feszültséget igényel. Ha a gumi próbatest nyújtását a makromolekula eleve nyújtott állapotából indítjuk, akkor hamarabb elérjük azt az állapotot, amikor a gumi próbatest elszakad. A kalanderhatásból következik tehát az, hogy a kalanderezés irányában a gumi kevésbé nyújtható: a nyújtáshoz nagyobb erőre van szükség, és nem érhető el akkora nyúlás. Erre merőleges irányban (az izotrop tulajdonságokhoz képest) ellenkező irányú a változás: a szakítószilárdság csökken, a szakadási nyúlás nő.
Hevedergyártáskor például kedvező a kalanderhatás. A heveder egészében véve is egy erősen anizotrop termék, a fő igénybevétel hosszirányú (a kalanderezés irányával megegyező). Jó, ha nő a szakítószilárdság, nagy szakadási nyúlásra pedig általában nincs szükség. Sok terméknél viszont (pl. tömítések) nem ajánlott, hogy valamely irányban kisebb legyen a szilárdsága, mert akkor az olyan irányú igénybevétel hatására könnyebben tönkre fog menni (elkopik, elszakad).
Gyártáskor a kalanderhatás azt eredményezi, hogy a keveréklemez méretei folyamatosan változnak, a gyártás nehezen kiszámíthatóvá válik. A gyártás szempontjából a kisebb kalanderhatás, a lemez kisebb zsugorodása az előnyösebb. Mivel a relaxáció addig nem következik be, amíg a makromolekulák ismét fel nem veszik eredeti (nyújtatlan gombolyag) alakjukat, az a cél, hogy ez lejátszódjon még a lemez feltekercselése előtt, vagyis amikor a lemez még szabadabban deformálódhat. Ezért törekedni kell arra, hogy minél kevésbé nyújtsuk a vulkanizálatlan lemezt, illetve hagyjuk zsugorodni. Mivel a relaxáció magasabb hőmérsékleten gyorsabban lezajlik, törekedni kell arra, hogy közvetlenül a kalander után minél magasabb legyen a lemez hőmérséklete (a hőmérséklet növelését a beégésveszély, a keverék tapadása, a kisebb nyersszilárdság stb. korlátozza).
Feltekercselés után a relaxációs folyamatok korlátozottak és erősen lelassulnak, de további felhasználás előtt a nyers lemezeket tekercsben több órán át még „pihentetni” szokták, hogy a méretváltozás a későbbiekben ne legyen jelentős.
A kalanderhatást befolyásolja a gumikeverék összetétele is. A kalanderhatás akkor kifejezettebb, ha a kaucsuk hosszú, elágazás nélküli fonalmolekulákból áll. Minél több a láncelágazás és minél rövidebbek a molekulák, annál gyengébb a kalanderhatás. Az anizotrop részecskéket (tű vagy lemez alakú szemcséket, rostokat) tartalmazó töltőanyagok alkalmazása kedvez a kalanderhatás kialakulásának és akadályozza a megszüntetését. Ilyenek például a következők: kaolin, dolomit, azbeszt, műszálak.

#### Lemezhúzás
A kalanderen végezhető legegyszerűbb művelet. A hideg, meredt keveréket 1-3 hengerszéken előpuhítják, és áthordóhevedereken keresztül a kalander két hengere közé vezetik, és a hengerrés másik oldalán lemezt kapunk. A lemezt műanyag fóliába vagy kísérőszövetbe tekercselik, hogy a szomszédos menetek ne ragadjanak össze.
Négyhengeres kalanderrel kb. 2 mm vastag lemezt húzhatunk úgy, hogy a méretei elég pontosak legyenek és ne legyenek benne légzárványok. Háromhengeres kalanderrel kicsit vékonyabbat. Ennél vastagabb lemezeket vékonyak összedublírozásával állíthatunk elő; akár dublírozógépen, akár már kihúzott lemezből és keverékből kalanderen.

#### Felpréselés
Ha szövetet préselünk fel az egyik oldalon, akkor az 1-2. henger közti résbe adagoljuk be a keveréket. és a 2-3. henger közti résbe vezetjük a szövetet. Négyhengeres kalanderrel a szövet felpréselhető mindkét oldalon; a 3-4. henger közti rést is felpréselőkeverékkel etetjük. Ha van két háromhengeres kalanderünk, akkor sorba köthetjük őket, és az egyik a szövet egyik oldalát préseli fel, a másik a másik oldalát. Ha csak egy háromhengeres kalanderrel tudunk felpréselni, akkor előbb felpréseljük az egyik oldalon, feltekercseljük, majd újra leeresztve felpréseljük a másik oldalon is.
Azon a hengerrésen, amelybe a keveréket töltjük, kb. 1:1,2 a frikció. Az a két henger, amely közé a szövetet vezetjük be, azonos kerületi sebességű. Régen, a pamutszövet felpréselésekor 1:1,5-ös frikció  volt abban a hengerrésben, amelyen átvezettük a szövetet; ezt a műveletet frikcionálásnak is hívták, amelynek során a keverék belepréselődött a pamutszálak közé, sőt azok belsejébe is. A műszálak korában muszáj volt ezt a műveletet kétfelé bontani, és a frikcionálás helyett ma itatást és 1:1 frikciójú felpréselést alkalmazunk, vagyis a keverék már csak rápréselődik a szövetre.
Lemezhúzáshoz a kalanderen kívül alig van szükség más gépekre; elég egy leeresztő és egy feltekercselő egység, esetleg hűtődob. A szövetek felpréseléséhez használt kalandersort ennél jóval több gép alkotja:
Amikor vége van egy néhány száz méteres szövetnek, hozzávulkanizálják a következő szövet elejét. Ehhez a szövet végét meg kell állítani. Az egyik kompenzátorra azért van szükség, mert ilyenkor abból fogy a szövet, ami előzőleg felhalmozódott benne; a másik kompenzátor pedig addig fogadja magába a felpréselt szövetet, amíg a feltekercselő egységnél a tele tekercset lecserélik üresre. A szövet miatt szövetsimító és -központosító szerkezetekre is szükség van. A kalandersort tovább bonyolítja, ha a szövet nem leeresztőegységből jön, hanem az előtte elhelyezkedő itatósorból.
A gumiiparban alkalmazott textilszöveteket általában lánc- és vetülékszálak alkotják; néha a vetülékszálak sokkal ritkábban helyezkednek el, mint a láncfonalak (ez a kablé). Acélkord esetében azonban gyakran előfordul, hogy a láncirányú kordokat egyáltalán nem kötik össze vetülékirányúak; ez nagyon megnehezítené például az acélkord abroncsok felépítését. Az acélkord felpréselésének vannak sajátosságai, melyeket a gyártás során figyelembe kell venni.
Mivel nincsenek vetülékszálak, melyek rögzítik az acélkordokat egymáshoz képest, ezért acélkordfelpréseléskor szálvezető hengereket és fésűket kell alkalmazni.
Minden szál acélkord egy-egy orsóról tekeredik le, melyeknek a feszítése szabályozott. Néhány száz orsó található egy állványon (gatter). Az állvány egy külön helyiségben található, melyben legalább 5 °C-kal melegebbnek kell lennie, mint ahol a kalander van, és a levegő relatív páratartalma sem lehet 40%-nél nagyobb. Mindez azért, hogy a levegő nedvességtartalma ne csapódjon ki az acélkord felületén, mert az jelentősen rontaná a kord-gumi tapadást.
Az acélkordszálakat a két helyiség közti ablakban egy fésűs szerkezeten fűzik át, majd minden szálat belehelyeznek a közvetlenül a kalander előtt található szálvezető henger egy-egy vájatába. Ez biztosítja az egyenletes szálsűrűséget.
Az acélkord nemcsak a fent leírt meleg eljárással préselhető fel, hanem hideg eljárással is. Ehhez elég egy kéthengeres kalander, melyben a hengerek kerületi sebessége megegyezik. A két henger közé fűzik be a szálvezető hengerektől jövő kordszálakat. Egy előzőleg kihúzott és fóliába tekercselt lemezt fűznek be a kordszálak és a felső henger közé, egyet pedig a kordszálak és az alsó henger közé. A művelet szobahőmérsékleten folyik. Nincs melegítés, nincs szakáll, ezért pontosan be kell állítani a hengerek pozícióját és a lemezek vastagságát.
A meleg eljárással a gumikeverék jobban behatol a kordok közé és a kordok belsejébe, viszont a kordsűrűség nem annyira egyenletes, mint a hideg eljárásnál. A meleg eljárás termelékenysége nagyobb, mert nem kell külön húzni, feltekercselni és tárolni két lemezt. A meleg eljárás beruházásigénye nagyobb.

#### Profilkalanderezés
A profilkalander három- vagy négyhengeres kalander. Az egyik hengerre profilhüvely húzható fel. Ez egy hengergyűrűhöz hasonló alakú hüvely, azonban hosszmetszetének csak a belső (tengelyhez közeli) oldala párhuzamos a tengellyel, a külső oldal változó „magasságú” görbe. Így a hengeren forgó hüvellyel a henger tengelye mentén változó vastagságú, viszonylag bonyolult profilú, elvileg végtelen félkésztermékek gyárthatók, akárcsak extruderrel. A profilhüvelyes hengeren kívül a kalander többi hengere „lapos”, így a profilkalanderezett félkésztermékek egyik fele lapos, a másik fele profilos lesz.
A hengerszéken előpuhított keveréket a téglalap (nem profilos) keresztmetszetű hengerrésbe vezetik. A profilkalanderezett félkésztermék a másik hengerrésből jön ki. Mivel 1–2 mm helyett 10–20 mm vastag, ezért nem hűtődobok külső felületén hűtik, hanem hűtősorba vezetik, melyben az eztrudersoréhoz hasonlóan vízbe merítve, majd ventilátorral hűtik és kísérőszövetes tárolókocsikban („könyvekben”) vagy  szövetbe tekercselve tárolják.
Mint a kalanderezett termékek általában, a profilkalanderezettek is simábbak, fényesebbek, nyersen jobban tapadnak, mint az extrudáltak. Extruderrel nehézkes és nem annyira gazdaságos előállítani az extruder keresztmetszetéhez képest kicsi termékeket; a profilkalandernél legföljebb annyi korlátozás van, hogy a vastag profilok mérete a keveréktulajdonságok ingadozása függvényében nehezebben kiszámítható. A profilhüvely azonban egy nagyságrenddel drágább, mint az extruder profilfüggő alkatrésze, a vonóléc, ezért kis szériáknál nem a profilhüvely a megfelelő választás. A profilkalanderen a keverék kevésbé melegszik, mint az extruderben, ezért nagy viszkozitású, beégésveszélyes keveréknél előnyösebb a profilkalander.
Profilkalanderezéssel készül rendszerint például az ékszíjmag, kisebb (pl. motorkerékpár) gumiabroncs futója is, nagyobb abroncsoknak kisebb alkatrészei, profilszalagok.

### Kenés
A kenés során oldatból vagy vizes diszperzióból vékony réteg keveréket viszünk fel a szövet egyik vagy mindkét oldalára. Az oldatban (diszperzióban) az elasztomer koncentrációja nagyobb, mint itatáskor, ezért a felvitt szárazanyag mennyisége is nagyobb.
Tűzveszélyessége és egészségre káros hatása miatt az oldatos kenés mára visszaszorult, és a diszperziós kenést is igyekeznek itatással és/vagy felpréseléssel kiváltani.
Az oldatot a szövetre adagolják a kés elé. A kés és a szövet közötti rés határozza meg az oldat(diszperzió-)réteg vastagságát. A kalanderhez hasonlóan itt is forgó szakállt képez az oldat a kés előtt, csak az oldat (diszperzió) viszkozitása szemmel láthatóan kisebb, mint a felpréselőkeveréké.
Az ábra a legelterjedtebb megoldást ábrázolja, de a késsel szemben az alátámasztó henger helyett lehet levegővel felfújt membrán is, vagy el is maradhat az alátámasztás (lengőkenés). A kés helyett lehet egy másik henger is, és akkor ugyanúgy két henger között megy át a szövet, mint felpréseléskor. Ha két henger van, akkor az alsó bele is meríthető egy oldattal (diszperzióval) töltött kádba, és akkor az hordja fel az anyagot a szövetre. Az oldat (diszperzió) jobban behatol a szálak közé, ha a henger kerületi sebessége nagyobb, mint a szöveté.
A kés után a gumizott szövet továbbmegy a fűtött asztalra. Itt elpárolog az oldószer vagy víz. Az asztal zárt térben van, fölötte elszívóberendezés található. A vizet kiengedik a levegőbe, az oldószert aktív szénnel elnyeletik (az aktív szenet vízgőzzel regenerálják, miközben visszanyerik az oldószer mintegy 90%-át). A fűtött asztal helyett néha szárítódobot használnak. Szerves oldószer esetén az elszívócsőbe bizonyos távolságonként ablakokat építenek, hogy robbanás esetén ne az egész csövet kelljen pótolni, hanem csak az ablakokat.
A kenés folyamán hosszú időn keresztül dörzsölődik gumi gumihoz vagy gumikeverékhez (az oldat is gumikeverékből és még tűzveszélyesebb oldószerből áll), ezért a kenőgép fontos tartozékai a sztatikus elektromosságot elvezető berendezések. Ilyenek lehetnek rézláncok, rézkefék stb. A levegőbe is vizet porlasztanak vagy β-ionizátorokat alkalmaznak a vezetőképesség növelésére. A vizes diszperziók nem ilyen tűzveszélyesek.
A kenéssel felhordott gumi akkor jobb minőségű (egyenletes vastagság, a folyadék behatolása a szálak közé vagy belsejébe, léghólyagok hiánya stb.), ha egy, vastag réteg helyett több vékony rétegben vonják be. A réteg akkor vékonyabb, ha az oldat (diszperzió) viszkozitása alacsonyabb. (Egy-egy réteg vastagsága úgy is növelhető, ha csökkentjük a szövet sebességét.) A szövetgumizás egyenletességét néha úgy növelik, hogy a már kent szövetet még egyszer kenik ellenkező irányban (a végétől kezdve).

### Extrudálás
Az extrudálás elsősorban alakadó művelet, melynek során a nyers gumikeverékből a kívánt keresztmetszetű, elvileg végtelen extrudátumok keletkeznek. Az extrudáláshoz a gumiiparban folyamatos üzemű csigás extrudereket használnak. Az extrudátum alakja attól függ, milyen alakú szerszámnyíláson keresztül lép ki az extruderből. Extrudálással készülnek az elvileg végtelen profilszalagok (pl. nyílászárók, fedelek tömítéséhez), kábelek, kis átmérőjű tömlők.

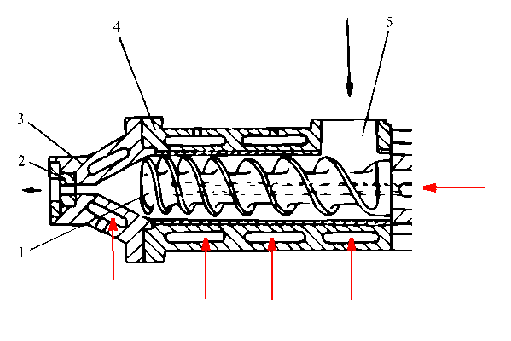
Extruder
1: csiga, 2: szerszám, 3: fej, 4: henger, 5: adagoló-etetőgarat.
A piros nyilak a hűtő-fűtőközeg helyét mutatják.

Az extruder felépítése az ábrán látható.
A melegetetésű extruderek adagológaratába előpuhító hengerszékekről vezetik a képlékeny, előmelegített keverékcsíkokat (60-90 °C). A hidegetetésű extruderek adagológaratába hideg (a környezetével megegyező hőmérsékletű) keverékcsíkokat töltenek. Ezért a hidegetetésű extruderek csigája hosszabb (a csigaátmérőhöz képest, L/D arány). A hidegetetésű extrudernél a hosszabb csiga teszi képlékennyé a keveréket, a melegetetésűnél az extruder előtti puhító (és esetleg etető) hengerszék. Nagyjából azt mondhatjuk, hogy a hidegetetésű extrudereknél L/D > 10, a melegetetésű extrudereknél L/D < 10.
A csiga a hossz mentén általában három szakaszra osztható.
A garatnál található az etetőzóna. Ez továbbítja a keveréket a fej felé.
A második szakasz a kompressziós zóna, ahol az anyag nyomás alá kerül és képlékennyé válik. A hidegetetésű extrudereknél hosszabb ez a szakasz, mint a melegetetésűeknél. A nyomás azáltal nő, hogy csökken a térfogat, ahol elhelyezkedhet a keverék. A gumiipari extruderekben a kompresszióviszony (az első és az utolsó menettérfogat aránya) kb. 1:1,1…1:1,4 (a műanyagiparban elérheti akár az 1:4 arányt is). Ebben a zónában eltávoznak a légzárványok és tömörebb és egyenletesen képlékeny lesz a keverék.
A harmadik szakasz a kitolózóna, ahol a csiga mint csavarszivattyú egyenletes nyomáson és sebességgel kitolja a keveréket a szerszám nyílásán keresztül.
A három zóna alapvetően meghatározza a keverék folyási tulajdonságait.
A minél tökéletesebb képlékenység és ennek mihamarabbi elérése érdekében többféle megoldás létezik. Általában cél az, hogy minél többféle befolyásoló hatás érje a keveréket. Például nem egy, hanem két, eltérő menetemelkedésű menete is van a csigának. A keverék menjen át a legkisebb résen: a csigataréj és a henger belső fala között. Hosszában változó menetek. Hosszában változó csigaátmérő. A hengerből a csiga menetei közé benyúló (ki-beszerelhető) tüskék (csapok). Vákuum.
Ha a keverék nem a hengerhez (csigaházhoz), hanem a csigához tapad, akkor a csigával együtt forog és nem keveredik. Ennek elkerülése érdekében a henger felülete durvább, mint a csigáé, nagyobb a súrlódási együtthatója. A hőmérséklet változtatásával is változik a tapadás.
A henger végét az extruderfej zárja le. Egyszerű esetben a fejből a megfelelő alakú szerszámnyíláson keresztül távozik az extrudátum. A szerszámnyílást rendszerint két vonóléc alkotja, melyek közül az egyik (általában az alsó) gyakran egyenes, a másik meg ettől eltérő (profilos), és akkor termékváltáskor elég a profilos vonólécet cserélni.
Az üreges termékek esetében (pl. cső) a fejben szükség van egy magra, illetve ennek alátámasztásához kereszttartóra is. Annak érdekében, hogy a csőszerű termékek belső fala ne ragadjon össze, a magon keresztül levegőt, ragadásgátló anyagokat (pl. síkport, ragadásgátló szuszpenziót stb.) szoktak befújni. Csőszerű terméknél az extrudátum külső felületét a vonószerszám belső felülete, az extrudátum belső felületét a mag alakítja ki.

Csőszerű termék extrudálása.
1. csiga, 2. szűrő, 3. törőlap, 4. henger, 5. mag, 6. kereszttartó, 7. levegőcsatorna

A fejbe elhelyezhető szűrő is. A szűrő egyrészt kiszűri a szennyeződést, a nem egészen képlékeny szemcséket, másrészt növeli a kitolószakasz nyomását és ezáltal a tulajdonságok homogén eloszlását. Erősen csökkenti az extruder teljesítményét. A szűrőt csak törőlappal (törőlemezzel) használják, arra támaszkodik. A törőlap magában is alkalmazható; kisebb mértékben növeli a nyomást és javítja a homogenitást, csökkenti a termelékenységet, mint a szűrő.
A csiga és a henger belülről hűthető és fűthető, a hossz mentén több zónára osztva egymástól eltérően is. Az etetőzónában általában melegíteni kell, de később éppen a túlmelegedés ellen hűteni.
Az extrudátum (keresztmetszetének) alakja csak akkor lesz előre ismert, ha a keverék tulajdonságai is ismertek. Az extrudátum tulajdonságainak ingadozását vonja maga után, ha ingadozik a felhasznált keverék összetétele, mennyisége, a fejben levő keverék viszkozitása, képlékenysége, hőmérséklete stb.
Az extrudert úgy érdemes használni, ha (a csiga keresztmetszetéhez képest) minél nagyobb a szerszámnyílás keresztmetszete. Ha kicsi a szerszámnyílás keresztmetszete, akkor alacsony az extruder teljesítménye, és a keverék is túlmelegedhet. Ezért a kis profilok előállításához inkább kisebb extrudert vagy más módszert (pl. profilkalanderezés) kell választani.
Az extruderek alakadáson kívül használhatók keverékkészítésre, keverékek puhítására, de ezek jelentősége a gumigyártásban viszonylag kicsi.

#### A duzzadás

Polimerek duzzadása szűk helyen történő áthaladás után
1: Kis nyírású zónában (kis deformációk) a makromolekulák gombolyag alakúak (a maximális entrópiára törekednek).
2: Szűk helyen (pl. kalanderhengerek között, extruder szerszámnyílásán) áthaladva a hidraulikus ellenállás csökkentése érdekében a makromolekulák az áramlás irányában megnyúlnak, erre merőlegesen összenyomódnak.
3: Miután áthaladtak a szűk, korlátozott helyen, a makromolekulák ismét gombolyag alakúak lesznek.

Az extruderfejben uralkodó nagy nyomás átpréseli a képlékeny keveréket a vonószerszám nyílásán. Eközben a makromolekulák a szűk nyíláson áthaladva a folyás irányában orientálódnak: a folyás irányában megnyúlnak, keresztirányban összenyomódnak. Ahogy kilépnek a vonószerszámból, az erőhatás megszűntével (a viszkoelasztikus összetevőnek köszönhetően) igyekeznek felvenni eredeti alakjukat. Vagyis változtatják alakjukat még azután is, hogy kiléptek az alakadó szerszámból (más oldalról megközelítve: az extrudátum keresztmetszetének alakja egyre jobban eltér a szerszámnyílás alakjától). Az extrudált termék rövidül (zsugorodás), keresztmetszete nő (duzzadás). Ez az alakváltozás időben elhúzódik és a mechanikai tényezők befolyásolják, ezért elég bizonytalan. Ezért technológiai szempontból a kis duzzadású keverékek a kívánatosabbak, mert ha kisebb a deformáció, kisebb a hibalehetőség is. A duzzadás és a kalanderhatás rokon jelenségek. Ez a fajta duzzadás a fémeknél ismeretlen, a műanyagoknál jóval kisebb mértékű (a kisebb viszkoelasztikus összetevő miatt).
A duzzadás során az extrudátum alakja úgy változik meg, hogy a körkeresztmetszet felé közeledjen:

Duzzadás extrudálásnál.
kékkel (1): az extrudátum méretei a kilépés pillanatában (megegyezik a szerszám méreteivel); pirossal (2): az extrudátum méretei a duzzadás után

A körkeresztmetszet felé való közeledés azt jelenti, hogy a keresztmetszet azon pontjai, melyeknek kisebb a sugaruk, erősebben növelik a sugarukat, mint azon pontjai, melyeknek a duzzadás előtt nagyobb volt a sugaruk: ha r1 < R1 akkor r2 – r1 > R2 – R1.
Teherabroncs futójának (ahol R1 ≈ 10 r1) extrudálásakor például kb. 10%-kal nő az extrudátum szélessége és kb. 80%-kal a vastagsága.
A duzzadás függ a szerszámnyílás alakjától, a keverék tulajdonságaitól, az extruder konstrukciójától, a csiga fordulatszámától, az extruder után álló sebességbefolyásoló elem (pl. henger, fogadó heveder stb.) sebességétől stb. Az inhomogén keverék például egyenetlen, pontatlan méretű extrudátumot eredményez, és annál rosszabbat, minél nagyobb az adott keverék duzzadása. A duzzadás annál nagyobb, minél nagyobb részt tesz ki a kaucsuk deformációjában a viszkoelasztikus összetevő. A természetes kaucsukból készült keverékeknek például nagy a duzzadása; a vonószerszám keresztmetszete csak mintegy 90%-a az extrudátum keresztmetszetének. Minél több töltőanyagot tartalmaz egy keverék, annál kisebb a duzzadása. A lágyítótartalom növelésével – az első néhány százalék kivételével, amikor a lágyító csökkenti a szomszédos makromolekulák közötti kölcsönhatást, így azok szegmensei szabadabban mozoghatnak – csökken a duzzadás.
A gumikeverék folyási tulajdonságai annyi mindentől függenek, hogy az összefüggések mind a mai napig nincsenek eléggé felderítve. Az összefüggéseket kifejező görbéket nem elméletből levezetve, hanem tapasztalati úton határozzák meg. Ennek alapján készül az adott profil előállításához szükséges vonószerszám, melynek nyílását a későbbi mérések alapján módosítják.

#### Néhány extrudertípus
Vákuumextruder. A légzárványok eltávolítását, a tömörebb gumi kialakítását szolgálja. Ez különösen akkor fontos extrudáláskor, ha utána a gyártás során már nem kerül nyomás alá a termék (pl. nem nyomás alatt vulkanizálják). Az extruderben a keverék nagy felületű, vékony filmmé alakul, közben vákuummal segítik a keverékbe zárt gázok és illékony anyagok eltávozását.
Nyírófejes extruder. (SSK: Scherspritzkopf). A fejben a csigára merőlegesen egy fűthető mag forog. A keverék a mag és a henger közötti résen áthaladva erős nyírásnak van kitéve, erősen melegszik. A melegedés mértéke függ a keverék reológiai tulajdonságaitól, a nyírórésben való tartózkodási időtől és a mag fordulatszámától, mely utóbbival igen érzékenyen szabályozható. A nyírófejes extruder nagyon előnyösen alkalmazható például akkor, ha utána közvetlenül a vulkanizálás következik, pl. sófürdő vagy meleglevegős csatorna. Az extruderrel közvetlenül a vulkanizálási hőmérsékletre melegíthető az extrudátum, amikor az alakadási műveletek már befejeződtek, és kezdődhet a vulkanizálás.
Roller head (’hengerfejes’) extruder. Az extruderfejből széles és lapos szerszámnyíláson kilépő keverék azonnal egy kéthengeres kalander hengerei közé kerül. A hengerek kerületi sebessége azonos, nincs forgó szakáll, ezért kevés a bezárt levegő. A fejben nyomásérzékelő van, és a PLC az ebből jövő jel alapján vezérli a hengerek sebességét. A roller head extruderrel vastag (akár 20 mm) lemez készíthető pontos vastagsággal, légzárvány nélkül, mert nincs szükség forgó szakállra a képlékeny keverék előállításához, mint a kalandernél; az extruderben nagyobb a nyomás és vákuummal is segíthető a levegőbuborékok eltávolítása. Ehhez a keveréknek jó és „kiszámítható” reológiai tulajdonságokkal kell rendelkeznie, tehát pl. a viszkozitás csak szűk határok között ingadozhat – különben a vastagságingadozás még nagyobb lesz és ugyanúgy hólyagos lesz a húzott lemez, mint a hagyományos kalanderen előállított lemez esetében.
Roller die (’hengerszerszámos’) extruder. Egyhengerfejes extrudernek is nevezik (EWK: Einwalzkopf). Az alakadó szerszámnyílás „alsó ajkát” egy (belülről hűthető) forgó henger képezi, mint a kalandernél; a „felső ajkát” vonóléc, mint a közönséges extrudereknél. Így a roller die extruderek egyesítik a közönséges extruderek és a kalanderek jó tulajdonságait. A forgó henger miatt kisebb a szerszám ellenállása, mint az álló szerszám esetében, és a húzás miatt kisebb nyomásra van szükség a fejben. Ezért a keverék kevésbé melegszik, növelhető a termelékenység és kisebb a duzzadás. Az extrudátum alsó felületének ugyanolyan jó a nyers tapadása, mint a kalanderezett termékeknek. A hengerrel tovább változtatható az extrudálás sebessége, és vele együtt az extrudátum számos tulajdonsága.
A keresztfejes extrudereket többnyire arra használják, hogy az „extrudátum” már a fejben egybeépüljön más félkésztermékekkel vagy alapanyagokkal. Egy ilyen példa: az extruderfejbe vörösrezezett acélhuzal megy be, és begumizottan lép ki az extruderből. Ilyenből (is) készülhet a gumiabroncs huzalkarikája. Másik példa: az extruderfejbe a tömlőgyártás félkészterméke lép be, melynek külső rétegét éppen rezezett sodronykord vagy fonott pászma alkotja, és ágyazógumival fedve lép ki az extruderből. – A keresztfejes extruderben a csiga tengelye és a fejből kilépő gyártmány 90 °-os szöget zár be, de vannak más szöget bezáró ferde elrendezésű fejek is.

#### Összetett extruderek

Összetett extruder

Ha két extruder egy közös fejben egyesül, duplex extruderről beszélünk; ha három, akkor triplexről, ha négy, akkor kvadruplexről.
A koextrudálásnak az az előnye, hogy egy menetben lehet extrudálni a készterméknek tulajdonképpen több alkatrészét (pl. a gumiabroncs futóját, felső övpárnáját és vállcsíkját). Ez nemcsak azért jó, mert rövidebb idő alatt elkészül, mint külön; hanem azért is, mert a vékony, kicsi alkatrészek sérülékenyebbek tárolás, anyagmozgatás során; és 2-4 alkatrész helyett csak 1 alkatrész szélvastagsága lesz nem 0.
Az összetett extruderek alkalmazása kiszámíthatóbb gyártást követel meg; az egyik részprofil változása általában maga után vonja a többi részprofil változását is, így nemcsak 1 alkatrész gyártása akad meg, hanem több alkatrészé.

Négyrészes extrudátum (gumiabroncs futó) metszete.
1. oldalgumi nyúlvány, 2. futó kopórész, 3. felső övpárna, 4. alátétlemez. Jól látható, hogy a nyers alkatrészszélek vastagsága csak 1 helyen, a zöld nyílnál nem 0, a három kék nyílnál 0, mégsem sérülékeny.

A többrészes extrudátum egyes részei az egyes csigaházakból kerülnek a közös fejbe. Így a többrészes extrudátum legföljebb annyiféle keverékből készülhet, ahány csigaházból áll az összetett extruder (a másik véglet az, hogy egyféle keverék van az összes csigaházban). Az egyes részek előállításakor alkalmazható különféle csigafordulatszám, hűtés-fűtés, csiga- és hengerkonstrukció stb., de közös programmal akár össze is hangolható az egyes rész-extruderek működése. Az egyes rész-extruderek méretét (csigaátmérő) az összetett profil megfelelő részének térfogataránya alapján választják meg.

#### Extrudersorok
Az extrudersorban a hidegetetésű extruder előtt csak a keveréktároló állvány (konténer stb.) található, amelyből a keverékcsík az extruder adagológaratába kerül. A melegetetésű extruder 1-3 hengerszékről (puhító, homogenizáló, etetőhengerszék) kapja az előpuhított keverékcsíkot áthordó szalagokon keresztül.
Az extrudátum általában olyan melegen lép ki az extruderből, amely még éppen megengedhető anélkül, hogy tönkremenjen (a gyártási volumen növelésével nő a kilépő hőmérséklet). Ezután általában hűtősoron halad keresztül. A hűtősor lehet többféle: léghűtés, vízbe merítés, vízpermetezés és ezek kombinációja. Az extrudátum haladhat gumi vagy acél szállítószalagokon, hűtődobokon. Olyan hűtősor is van, amikor az extrudátum térfogatától, a termelékenységtől stb. függően választható hosszabb vagy rövidebb ág, hűtőzónák ki-bekapcsolhatók. A hűtés végén az extrudátum (belsejének) hőmérséklete általában nem haladja meg a 40 °C-ot.
A gyártás folyamatosságától, automatizáltságától függően az extrudátum a következő gyártási fázishoz kerülhet, vagy alkatrésztároló eszközökbe (tekercsekbe, állványokba stb.), méretre vágva vagy anélkül. A következő gyártási fázis a késztermék jellegétől függően lehet a dublírozás, a felépítés (pl. műszaki tömlők, gumiabroncsok, szállítóhevederek stb.) vagy akár közvetlenül a vulkanizálás is (pl. szigetelések, tömítések).
Az extrudersor egyes elemeinek (hevedereinek, görgősorainak stb.) egymáshoz viszonyított sebessége az alkalmazott gyártástechnológiának megfelelően változtatható. Ha az elszedő heveder gyorsabb, mint az extruder, akkor az extrudátumot „húzza” a heveder, az extrudátum nyúlik (pull-die). Ha az elszedő heveder lassabb, mint az extruder, akkor az extrudátumot „tolja” az extruder, az extrudátum zsugorodik (push-die). Igaz, hogy csak annyira tolható az extrudátum, amennyire a keverék duzzadási-zsugorodási tulajdonságai megengedik (néhány százalék), viszont ez a módszer szolgálja azt, hogy a gumikeverékben a kaucsuk makromolekulái a lehető leghamarabb relaxálódjanak, vagyis ezután (az extrudersor későbbi szakaszában; tároláskor stb.) a lehető legkevésbé változtassák alakjukat, méretüket. Az extrudálás stabilitását és a méretek kiszámíthatóságát a push-die módszer szolgálja jobban.

### Felépítés
A felépítés erősen termékspecifikus művelet, nagyon sokféle lehet, ezért itt csak röviden tárgyaljuk.
Felépítésre akkor van szükség, ha a termék egyes részeivel szemben annyira különböző követelményeket támasztanak, hogy azt nem lehet (nem gazdaságos stb.) egyféle anyaggal megoldani, ezért többféle anyagból, több alkatrészből építik fel. Ennek jellegzetes példája a gumiabroncs: van benne egy olyan alkatrész, amelynek a kopásállósága nagy (ez a futó), és van benne olyan alkatrész, amelynek a légáteresztő képessége kicsi (ez a légzáró), és még sok más alkatrész is.
A felépítés nincs benne minden termék gyártási folyamatában. A tömítőgyűrűk nagy részének gyártásából például teljesen hiányzik; ezek egyféle anyagból készülnek (bár a különféle tömítőgyűrűk egymástól igen eltérő anyagból is készülhetnek a felhasználási körülményektől, főleg a közegtől függően, amelyben dolgoznak).
A gumiabroncstömlő gyártásában már vannak felépítés jellegű elemek: a méretre vágott extrudált „csődarab” két végét egymáshoz végtelenítik, lyukat vágnak bele és beleragasztják a szelepet.
Hidraulikatömlőt gyárthatunk úgy is, hogy a belső rétegekre folyamatosan rárakjuk a következő réteget, akár folyamatosan egymás után, megállás nélkül egy gépsoron. Extruder gyártja a legbelső réteget, a lelket, a következő extruder erre ráextrudálja az ágyazógumit, a következő gép rátekercseli az első betét sodronyát vagy rászövi az első betét pászmáját, és az utolsó extruder ráextrudálja a borítógumit (a több-betétes tömlők gyártásakor a megfelelő lépések ismétlődnek). Ez a műveletsor még nem a klasszikus értelemben vett felépítés, de tágabb értelemben már annak számítható.

### Vulkanizálás
A vulkanizálás mint fizikai kémiai folyamat azt a folyamatot jelenti, amelynek során a kaucsuk láncmolekulái között keresztkötések jönnek létre.
A vulkanizálás mint gumigyártási művelet azt a műveletet jelenti, melynek során a vulkanizálóberendezésben a megfelelő idő alatt a megfelelő hőmérséklet hatására a nyers termékből vulkanizált termék lesz.
Ebben a szócikkben nevezzük most a fizikai kémiai folyamatot vulkanizációnak, a gyártási művelet pedig maradjon vulkanizálás. A gyakorlatban azért ezek az elnevezések keverednek helyenként, időnként, személyenként stb.
A vulkanizáció eredményeképpen a képlékeny gumikeverékből rugalmas gumi lesz. Az anyag térhálósodik, ami megakadályozza, hogy erő hatására a szomszédos láncok elhagyják egymást. Az erő megszűntekor az elmozdult molekulaszegmensek „visszaugranak” eredeti helyükre.
A legnagyobb tömegben használt alapanyagokkal a kémiai reakció sebessége a nagy aktiválási energia miatt 100 °C alatt nagyon kicsi. Ezért a vulkanizálás lényege az, hogy a megfelelő alakú nyers félkészterméket magas hőmérsékleten tartsuk addig, amíg a térhálósodás le nem zajlik. Az időre két okból van szükség. Az egyik ok az, hogy a szerves kémiai reakciók lejátszódásához idő kell (a szervetlen reakciók általában pillanatszerűen zajlanak le). A másik ok az, hogy mivel a gumi (és a gumikeverék) rossz hővezető, ezért lassan melegszik fel (lassan is hűl le); különösen a vastagfalú gumitermékek vulkanizálása tart sokáig. A vulkanizálást le lehetne rövidíteni magasabb hőmérséklet alkalmazásával, de akkor felgyorsulnának más, nemkívánatos kémiai reakciók is (például molekulatöredezés, láncelágazások, ciklizálódás stb.), melyek tönkretennék a gumiterméket.
A vulkanizáció exoterm folyamat, de – mivel a kettős kötéseknek csak mintegy 2%-a vesz részt a reakcióban – az így felszabaduló hő mennyisége elhanyagolható ahhoz képest, amit a fűtéssel befektetünk.
Nem mindig van lehetőség közönséges vulkanizálóanyagok és közönséges vulkanizálási hőmérséklet alkalmazására. Ahhoz például, hogy útközben meg tudjunk javítani egy kilyukadt gumiabroncsot, nagyon kényelmes a „folyékony”, alacsony hőmérsékleten vulkanizáló javító keverék használata, akkor is, ha drágább. Vannak olyan gyorsítók, amelyekkel már alacsony hőmérsékleten beindul a vulkanizáció; itt külön kihívás az, hogy a gyártás során a keverék ne melegedjen fel, vagy a vulkanizálás hatóanyagainak hozzáadása és a késztermék elkészülte között elég rövid idő teljen el.
A művelet alatt gyakran a megfelelő alakú vulkanizálószerszámban, gyakran nyomás alatt tartják a félkészterméket. Ilyen például a teherabroncs, amelyet vulkanizálóformában vulkanizálnak 150 °C körül 1,5-2 MPa körüli nyomáson. Járművek ablaktömítő szalagjai viszont vulkanizálhatók nyomás nélkül is 190 °C-os sóolvadékban.

#### A vulkanizálási eljárások osztályozása
A hőmérséklet alapján:
- hideg vulkanizálás: szobahőmérsékleten
- meleg vulkanizálás: melegítés hatására

Az alkalmazott fűtőközeg (hőhordozó) alapján:
- telített gőz nagy nyomás alatt
- gáz (levegő, nitrogén)
- folyadék (víz, glicerin. sóolvadék)
- fluidágy
- elektromos fűtés
- infravörös vagy UHF sugárzás

Az alkalmazott nyomás alapján
- nyomás nélkül
- nyomás alatt

A vulkanizálás folyamatossága szerint
- folyamatos
- szakaszos

#### Fűtőközegek
A telített vízgőz kondenzálódik a fűtendő felületen, és így adja át a hőt. Nagy előnye, hogy a hőátadási folyamat során nem változik a hőmérséklete, és ez a hőhordozó rendelkezik a legjobb hőátadási együtthatóval. A hőmérséklet legegyszerűbben a gőzfűtéssel szabályozható: csak nyomásszabályozó szelep kell hozzá. A vízgőz alkalmazását az korlátozza némileg, hogy nyomot hagyhat a gumitermékek felületén, így kényes termékek nem fűthetők közvetlenül gőzzel (hanem például csak gépek fémalkatrészein keresztül).
A levegő a legkönnyebben elérhető, ez igényli a legkisebb beruházást. Hátránya, hogy a hőátadási tényezője és a hőkapacitása a legkisebb, és az oxigén – főleg magas hőmérsékleten – kémiai reakcióba léphet a gumival (öregedés).
A víznek a legnagyobb a hőkapacitása. A hőmérséklet szabályozhatósága és a hőátadási együttható közvetlenül a gőzé után következik. Nyomás létesítésére legalkalmasabb a kalikva (túlhevített víz, nagy nyomás alatt). A tárgyalt fűtőközegek közül a kalikva előállítása igényli a legnagyobb beruházást.

#### Vulkanizálási eljárások
A vulkanizálási eljárások (és a hozzájuk tartozó vulkanizálóberendezések) az előállítandó gumiterméktől függően nagyon különbözők is lehetnek. Lehetetlen felsorolni az összeset. Itt most a leggyakoribbakat vagy legtanulságosabbakat említjük.
A vulkanizálóberendezésekben a félkésztermék az esetek kisebb részében érintkezik közvetlenül a hőhordozó közeggel. Legtöbbször acélból készült szerszámban (vulkanizálóformában) helyezik el a nyers (vulkanizálatlan) félkészterméket, amelyet fűtenek; a műszaki tömlők vulkanizálása befáslizottan autoklávban átmeneti módszernek tekinthető.

##### Vulkanizálás présben
A félkészterméket elhelyezzük a formaüregben és nagy nyomással összepréseljük, akár 10 MPa nyomással is. A vulkanizálási idő alatt fűtjük.
A formaüreg adja a termék alakját (beleértve a belevulkanizált feliratokat is). Két préslap között több formaüreget is találhatunk, és egy présben több préslapot is. Ritkábban mindig ugyanaz a forma van a présben benne, gyakrabban a formákat cserélgetik a termelési programnak megfelelően.
A préslapok elektromosan vagy gőzzel fűthetők.
Jellemzően présben vulkanizálják a formacikkeket és a szállítóhevedereket.
A hevedert elvileg végtelen szalag formájában húzzák be a szakaszosan működő hidraulikus présbe. A préslapok zárva vannak az előírt vulkanizálási időn keresztül. Minél vastagabb a heveder, annál hosszabb ideig kell vulkanizálni. Vegyünk például egy 20 m hosszú prést. A vulkanizálás befejeztével kinyit, és a „végtelen” hevederszalagot előrehúzzák 19 m-rel. Így mindig van egy-egy 1 m-es szakasz, amit kivulkanizálnak a prés „elején” és a „végén” is. A prés egyik vagy mindkét vége hűthető is lehet. Erre azért lehet szükség, hogy a „kétszeres” hőhatás helyett „kétszer fél” hőhatás érje a terméket.
Ezzel a módszerrel gumilemezek is vulkanizálhatók, bár a drága présekkel gyakrabban vulkanizálnak bonyolult, nagy szilárdságú, drága szállítóhevedereket, mint egyszerű és olcsó gumilemezeket.
A heveder a présben kapja meg a feliratokat és az esetleges mintázatot (impressziót) is. A több cm magas bordákat például külön ragasztják rá.
Általában présben vulkanizálják az üreges termékeket is. A vulkanizálatlan terméket behelyezik a formaüregbe, bezárják a formát, és levegőt (esetleg gőzt) fújnak bele. A felfújt terméket a szükséges időn keresztül fűtik. Így készül például a gumiabroncstömlő és a labda. A levegő befújása helyett a formaüregbe helyezett termék tartalmazhat hajtóanyagot is, amely a vulkanizálási hőmérsékleten gőzzé vagy gázzá alakul, és ez adja a belső nyomást, ami nekifeszíti a termék falát a forma falának. Így készülnek például a csipogó játékok.

##### Vulkanizálás autoklávban
Az autokláv (kazán) nyomástartó edény. Miután berakták a nyers félkészterméket, bezárják az ajtót, és csővezetéken beengedik a hőhordozót (általában telített gőzt, ritkábban levegőt), általában 0,1-1 MPa nyomáson. A hőátadás hatékonyságát ventilátorok növelik. Amikor a vulkanizálási idő letelt, nyomásmentesítik az edényt és kiveszik a vulkanizált készterméket.
A vulkanizálásra váró félkészterméket gyakran fémformában vagy vízzel töltött tartályban teszik be az autoklávba. (Ezekkel a módszerekkel elkerülhető, hogy a gőz közvetlenül érintkezzen a gumitermék felületével.) A nagynyomású gőz túlhevíti a vizet is, így 100 °C fölött is vízben marad a termék. A víz egyenletesebben elosztja a hőmérsékletet, a még nyers félkésztermék is sokkal jobban megőrzi alakját. A vulkanizálás befejeztével az autoklávban uralkodó nyomás gyorsan lecsökkenthető a légköri nyomásra. A nyomás csökkentése előtt a vizet is le kell hűteni 100 °C alá, mert ha a csökkenő nyomással elérjük a forráspontot, a víz robbanásszerűen felforr.
A deformálódás megakadályozására a félkészterméket víz helyett síkporba is szokták ágyazni. Az esetek egy részében ez is megfelel, viszont kevesebb energiát és időt igényel a fűtés és hűtés.
A kazánban vulkanizált tömlőket (hidraulikatömlőket, mélyfúrótömlőket) vulkanizálás előtt gyakran körbetekerik pamut vagy poliamid fáslival. Ez hő és nedvesség hatására igyekszik összezsugorodni, vagyis plusz nyomás alatt tartja a vele betekert terméket és szövetimpressziós felületet ad.
A tömlők vulkanizálhatók mag nélkül vagy – a jobb alaktartás érdekében – merev vagy hajlékony magon. Ha mag nélkül, akkor megtölthetők levegővel vagy vízzel, és/vagy dobra feltekerhetők.
Hidraulikus prés elhelyezhető a kazánban is, annak részeként. Több présforma egymásra is rakható és csavarral összecsavarozható.

##### Folyamatos vulkanizálási eljárások nyomás nélkül
A folyadékfürdős vulkanizálás során a nyers félkészterméket hosszú kádban levő folyadékba merítik, amely a vulkanizálási hőmérsékletre melegíti. A félkésztermék előrehaladási sebessége és a folyadékfürdő hossza akkora, hogy a félkésztermék a kívánt időn keresztül a kívánt hőmérsékletű legyen.
A folyadék lehet például sóolvadék (az elterjedt KNO3+NaNO3+NaNO2 keverék 150…540 °C tartományban használható), fémötvözetek olvadéka, glicerin, polietilénglikol stb.
Az eljárás előnye az, hogy megszakítás nélkül jól illeszthető az extrudáláshoz. Vékonyfalú termékeknél magas hőmérséklet is alkalmazható, és ez rövid vulkanizálási időt eredményez. A félkésztermék kevésbé veszíti el alakját a saját súlya miatt, mint például autoklávos vulkanizálásnál, de mivel a folyadék sűrűsége általában nagyobb, mint a gumikeveréké, ezért egy acélszalaggal végig bele kell nyomni a félkészterméket a kádba, és ez deformálhatja a még képlékeny félkészterméket; igaz, a magas hőmérsékletnek köszönhetően nem sokáig tart a képlékeny állapot.
Jellemzően ezzel a módszerrel vulkanizálják az extrudált profilszalagokat.
A nyomás nélküli vulkanizálási eljárások hátránya, hogy könnyebben képződik porózus (selejtes) késztermék. Vákuumextruder alkalmazásával csökkenthető ennek az előfordulása.
Folyadék helyett használható gázzal (pl. levegővel) lebegtetett homok vagy más szemcsés anyag is (fluidágyas vulkanizálás).
Vulkanizálás alagútban: a félkésztermék folyamatosan halad egy csőben, melyben forró levegőt áramoltatnak nagy sebességgel (300 m/min).
A gumitermékek vulkanizálására elektromágneses sugárzás is használható. Ez lehet akár infravörös, akár mikrohullámú sugárzás (UHF: Ultra High Frequency), akár γ-sugárzás. Az első kettő melegítésen keresztül fejti ki a hatását. A mikrohullámok hatására a dipólusmolekulák elkezdenek jobbra-balra forogni (rezegni), és ez a súrlódás melegíti az anyagot. Nagyon előnyös, hogy nem kell megvárni, míg kívülről átmelegszik a vastagfalú termék. Ezek a módszerek magukban is használhatók vulkanizálásra, vagy előmelegítésre is, mielőtt a félkészterméket alagútban vulkanizálnák. A gamma-sugárzással jellemzően nagyon rövid keresztkötések képződnek a molekulaláncok között.

##### Folyamatos vulkanizálási eljárások nyomás alatt

Forgódobos vulkanizálás
1. vulkanizálandó heveder, szíj, lemez; 2. acélszalag; 3. külső fűtés

Ezeknek az eljárásoknak egy része nagyon hasonlít a nyomás nélküli folyamatos eljárásokhoz, csak az alagút, csőkazán, folyadékfürdő stb. nyomás alatt van. Elterjedésüket gátolja, hogy azon a ponton, ahol a nyers félkésztermék belép illetve a vulkanizált késztermék kilép, nehéz megvalósítani a nyomástartó edény tömítését (bár a profilszalagoknál a bemenet tömítése az extruderre építve könnyen megoldható).
Van még egy folyamatos vulkanizálási eljárás, mely a présekkel történő eljárással mutat néhány közös vonást: a forgódobos vulkanizálás (Rotocure, Auma).
A berendezés fő részei: a négy dob (melyek közül egy vagy több belülről fűthető) és a rájuk feszített acélszalag. (Ha a vulkanizálandó félkésztermék hosszú, akkor még egy dobot alkalmaznak.) Jellemzően viszonylag széles hevederek, lemezek, esetleg több egymás mellé helyezett ékszíj vulkanizálására használják. A lemez alakú félkészterméket ráteszik az acélszalagra, amely kétszer is átmegy két dob között. Miközben a dobok egyik vagy mindkét oldalról fűtik, a szalag rá is szorítja a félkészterméket a dobra. Az acélszalag a doboktól távol is előmelegíthető infravörös sugárzással.

##### Vulkanizálás hideg eljárással
A hideg eljárásokhoz tartozik a nagy energiájú ionizáló sugárzással történő vulkanizálás. Ezzel a módszerrel az anyag nem melegszik fel. A sugárzás hatására először szabad gyökök keletkeznek a makromolekulában, majd ezek C-C kötéssel összekapcsolódnak (ez a legrövidebb keresztkötés).
A sugárzás lehet β- vagy γ-sugárzás. A β-sugárzás a csekély behatolási mélység miatt csak vékonyfalú termékeknél használható. Folyamatos vulkanizálásnál 4–500 m/perc sebesség is elérhető.
A γ-sugárzás behatolási mélysége nagyobb, de a sugárvédelem miatt még a béta-sugárzásosnál is drágább.
A sugárzásos módszerek nem a legelterjedtebb vulkanizálási eljárások közé tartoznak.
Hideg vulkanizálás lejátszódhat ultragyorsítók hatására. Ezek olyan anyagok, melyek hatására bizonyos körülmények között már szobahőmérsékleten is keresztkötések jönnek létre. Akkor van jelentősége, amikor nehéz lenne magunkkal vinni egy nagy fűtőberendezést, pl. kilyukadt gumiabroncs javításakor, nagy fémtárgyak gumival történő bevonásakor.

### Fröccsöntés

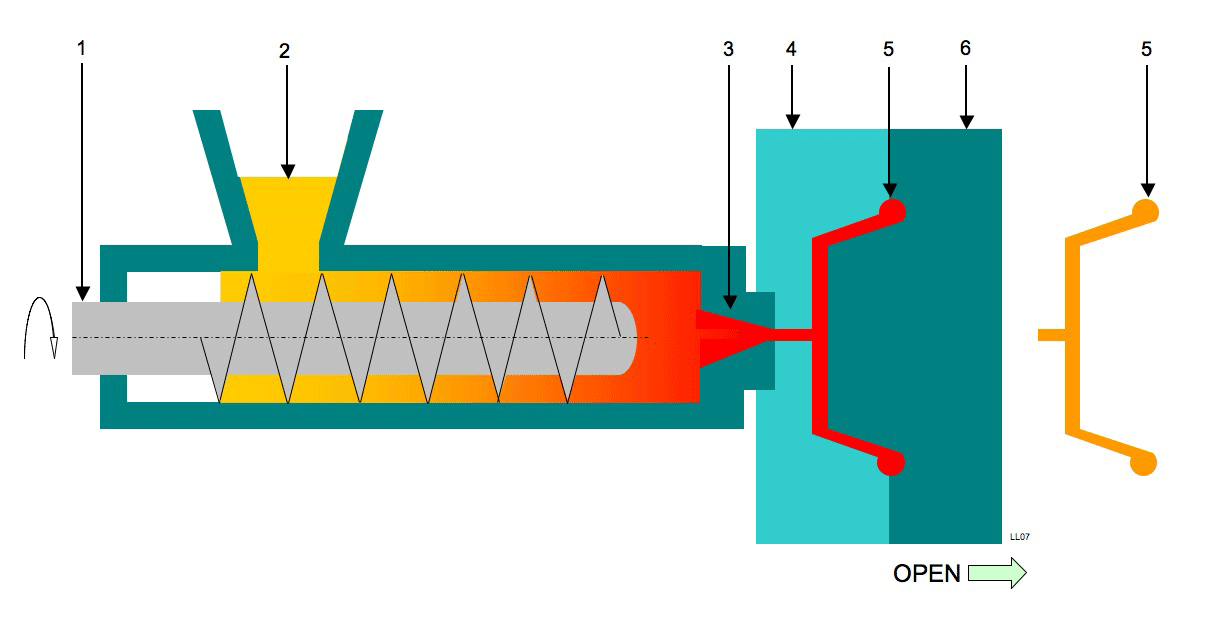
A fröccsöntés elvi vázlata
1: csiga, 2: gumikeverék, 3: fúvóka (nozzle), 4, 6: szerszámfelek (formafelek), 5: gyártmány

Fröccsöntésnél zárt formába nyomunk be nagy nyomáson keveréket, a formában tartjuk a vulkanizálási idő alatt a vulkanizálási hőmérsékleten, majd szétnyitjuk a formát és kivesszük a vulkanizált gumiterméket. A műanyagok fröccsöntésétől eltérően a gumiiparban nincs szükség hűtésre. A fröccsöntés magába foglalja az extrudálás, és a présben történő vulkanizálás egyes elemeit.
Mivel a forma már zárt, amikor belemegy a keverék, teljesen sorjamentes késztermék is előállítható. Ez csökkenti az anyagveszteséget és a sorja eltávolítására sem kell munkát fordítani.
Mivel a keverék elvileg a vulkanizálási hőmérsékleten is befecskendezhető a formaüregbe, a felmelegítés nem igényel időt, csak a térhálósodás lezajlásához szükséges időt kell kivárni.
Az alkalmazott nagy nyomás miatt a késztermék nem porózus, felülete sima.
A formaüregbe a préstől független nyomórendszer (a fröccsegység) nyomja be a keveréket. Ennek három alaptípusa ismert:

Csigás-dugattyús fröccsgép

1. A dugattyús gépek a legegyszerűbbek és legolcsóbbak. Kb. 200 MPa nyomást tudnak biztosítani. A hengerben a keverék hőmérséklete nem egyenletesen oszlik el, a henger belsejében alacsonyabb.
2. A csigadugattyús gépeknél amikor a csiga előre forog, akkor nyomja be a keveréket a formaüregbe. Amikor hátraforog, a „háta mögül” maga elé nyomja a keveréket. Ebből következik egyik hátránya is: amikor előreforog, akkor is van egy kis hátraáramlás, ezért „csak” kb. 150 MPa nyomást tud biztosítani. A csiga forgásakor vékony rétegben érintkezik a keverékkel, ezért a keverék hőmérséklete egyenletes, és kb. 20-30 °C-kal magasabb, mint a dugattyús gépeknél.
3. A csigás-dugattyús fröccsgépeknél a csiga (1) az előtte levő kamrába nyomja a keveréket, majd (2) az egész csigaházzal együtt dugattyúként benyomja a formaüregbe. Ezzel a módszerrel 210 MPa nyomást érhetünk el.

A három alaptípust kombinálni is szokták.
A fröccsöntés nagyobb beruházást, szakértelmet igényel, mint a présben történő vulkanizálás, egy új termék gyártásának beindítása nehezebb, de jobb minőségű a termék, termelékenyebb, és elég nagy gyártott széria esetén gazdaságosabb.
A kívánatos az lenne, ha a keverék a vulkanizálási hőmérsékleten egy pillanat alatt bejutna a formaüregbe. Az első akadály az, hogy nem is melegszik fel egy pillanat alatt, viszont ha hosszú időn keresztül meleg, az beégésveszélyes. Ez megoldható úgy is, hogy alacsonyabb hőmérsékleten fröccsöntünk. Egy másik megoldás, hogy később kezd felmelegedni, de akkor gyorsan. Ezt szolgálják a kis rések a csiga és a csigaház között, a fúvókán és a beömlő csatornákban.
Azért is kívánatos, hogy a hőmérséklet minél jobban megközelítse a vulkanizálási hőmérsékletet, hogy a hőtágulás minél kisebb legyen. A gumikeverék és a gumi hőtágulása sokkal nagyobb, mint a fémeké, és ez rontaná a késztermék méretpontosságát.
A keverék beáramlásához szükséges időt csökkenti a nagy nyomás és a kis viszkozitás. A viszkozitás szempontjából is az a jó, ha minél magasabb a keverék hőmérséklete. A csiga és a csigaház fűthető.
A vulkanizálás hatóanyagait is úgy kell megválasztani, hogy addig ne induljon be a vulkanizálás, amíg a keverék a formaüregbe nem ér, de akkor aztán azonnal és nagyon gyorsan.
Ha nem is egy pillanat alatt folyik be a keverék a formaüregbe, azért még mindig általában sokkal kevesebb időt vesz igénybe, mint a vulkanizálás. Ezért egy fröccsegység egymás után szokott megtölteni egy forgóasztalra (karusszelre) szerelt több formát, ritkábban a fröccsegység megy körbe sínpályán egyik formától a másikig.

## Gumigyártás a termék szerint csoportosítva
Az egyes gumitermékek gyártási folyamatát nagyjából a gumigyártás fent leírt alapműveletei alkotják, de egyes terméktípusok gyártásakor bizonyos alapműveletek kimaradhatnak illetve más műveletekre is szükség lehet.

### Műszaki tömlők gyártása
Nagyon sokféle eltérő szerkezetű műszaki tömlő létezik, melyek gyakran kisebb szériákban készülnek, ezért gyártásuk kevésbé egységes, mint más gumitermékeké.
A tömlő legbelső rétege a lélek. A lélek extrudálható mag nélkül is, vagy magra. Az alaktartás javítása érdekében néha műanyagokat (pl. PVC-t) is kevernek a lélekkeverékbe. Ha nincs mag, gyakran sűrített levegőt vagy vizet nyomnak a lélekbe az alaktartás javítására. A mag lehet hajlékony (gumi, műanyag) vagy merev is (acélrúd).
A szívótömlők összelapulásának megakadályozására a tömlő belsejében csigabetétet (más néven hélixet vagy támasztóspirált) vagy gégecsövet helyeznek el. Ezek acélból vagy epoxigyantából szoktak készülni. Ezeket gyakrabban a lelken belül helyezik el, ritkábban (ha a léleknek kell megvédeni az acélt a szállított közeg korróziós hatásától, és a gumi szilárdsága lehetővé teszi) a lelken kívül.
Felépítéskor kerül a lélekre az erősítőváz. Az erősítőváz általában több betétből áll. Egy-egy betétet egy darabban is fel lehet vezetni felpréselt és szög alatt levágott szövet formájában. Máskor úgy képződik a betét, hogy felváltva vezetnek fel egy-egy réteg ágyazógumit és szövetet vagy acélkordot vagy acélfonatot. A nagyobb szériák vagy a kisebb átmérőjű tömlők esetében az ágyazógumit keresztfejes extruderrel ráextrudálják az előző réteg tetejére, majd ennek tetejére a következő géppel a vázanyag következő rétegét. Kisebb szériák vagy nagyobb átmérőjű tömlők esetében tekercsből vezetnek fel gumicsíkot spirálisan haladva a tömlő hossztengelye mentén, majd ugyanígy az acélkordot. Az utolsó réteg fémet vagy szövetet is általában ágyazókeverék (illetve felpréselőkeverék) takarja. Az egyes rétegek felvezetésekor a félkész tömlőt forgatja a tömlőfelépítőgép, a következő réteg tekercsét vagy orsóját pedig hossz mentén mozgatja.
A fonatolt betétet két extruder között fonatológép(ek) helyezi(k) az éppen legfelső ágyazórétegre. A sodronykordokat tetszőleges szögben fel lehet vezetni, a tömlő rendeltetésétől függően. A szomszédos betétekben általában ellenkező irányban futnak a sodronyok.
Az erősítőváz után felvezetik a borítógumi-keveréket, ugyanúgy, mint az ágyazókeveréket: ráextrudálják vagy tekercsből (nyers) gumicsík formájában. Előfordulnak borítógumi (fedlap) nélküli tömlők is.
A tömlőt leggyakrabban befáslizva vulkanizálják hosszú (akár 100 méternél is hosszabb) gőzkazánban. Máskor (főleg kis átmérőjű tömlőknél) fáslizás helyett síkporba ágyazva tálcákon vagy dobra tekerve tolják a kazánba. Alkalmazzák ezenkívül a sófürdős, a fluidágyas, az alagutas módszert is, infravörös vagy mikrohullámos melegítéssel vagy anélkül. Sőt az indukciós módszer is előfordul: egy tekercsen halad át a tömlő, ami a tömlő fémalkatrészeit annyira felmelegíti, hogy a gumi kivulkanizál.
Vulkanizáláskor térhálósodik az epoxigyanta is.
A csatlakozókat ritkábban a vulkanizálás előtt, gyakrabban utána szerelik fel a vágott tömlő két végére. A csatlakozók választéka nagyon szerteágazó. A vulkanizálás előtt felszerelt típusok nem szűkítik a tömlő belső keresztmetszetét. A vulkanizálás utáni felszereléshez a lélekbe kell dugni a csatlakozó tüskét, a szorítóelemet pedig kívülre, és ez általában a fedlap vagy akár más részek megbontásával is jár. A csatlakozó ragasztással vagy mechanikusan rögzítődik a tömlő többi részéhez.

### Hevedergyártás
A gumi szállítóhevederek szövetvázból (erősítővázból, karkaszból), alsó és felső fedlapból (borítógumiból) állnak, illetve egyik vagy mindkét fedlap el is maradhat. A szövetváz egy vagy több betétet tartalmaz. A betét felpréselt szövet, ahol a szilárdsághordozó lehet acél vagy műszál (a pamutbetétek már elavultak).
A heveder felépíthető hevederfelépítőgépen betétekből és a fedlapokat alkotó lemezekből, de a fedlapokat külön is rávasalhatják a szövetvázra kalanderen, hideg vagy meleg eljárással (kalanderezett lemezből vagy keverékből), három vagy négyhengeres kalanderen vagy egymás után állított kalandereken. Az egyik oldalon a borítógumi vastagsága lehet nagyobb, mint a másikon (ez szokott lenni a heveder munkaoldala, amely intenzívebb kopásnak van kitéve).
Fedlapozás után a hevedert legtöbbször présben vulkanizálják szakaszosan, ritkábban forgódobos folyamatos vulkanizálógéppel. Ha vannak olyan bordák, melyek meredek emelkedőn teszik lehetővé az anyagszállítást, a szállítandó anyag leszóródását megakadályozó peremek stb., akkor azokat vulkanizálás után ragasztják fel. Kisebb bordákat rá lehet tenni úgy is, hogy először nem teljesen vulkanizálják ki a hevedert a présben, az alsó préslapot kicserélik olyan formára, amely a bordák „lenyomatát” tartalmazza, és ezzel fejezik be a vulkanizálást.

### Hajtószíjgyártás
A szíjak betéteit felpréselt szövet vagy felpréselt kord alkotja. Az ékszíj ezenkívül általában gumimagot is tartalmaz, amely kalanderezett lemezekből vagy extrudált profilból készül. Ezeket az alkatrészeket egy széles dobon építik össze; ha hosszú a szíj, akkor két dobra felvezetve. Az ékszíjak általában keskenyebbek, és ezeket a felépítés után kapott széles félkésztermékből vágják csíkokra. A laposszíjak lehetnek szélesebbek is; széles szíjaknál előfordul, hogy már a felépítődobra egy késztermékhez elegendő szélességben vezetik fel az alkatrészeket.
A felépített (és esetleg csíkra vágott) félkészterméket felpréselt szövettel burkolják (laposszíjból van burkolatlan, „vágott szélű” is).
A laposszíjakat folyamatos forgódobos vulkanizálógéppel vagy szakaszos hattyúnyakú préssel vulkanizálják feszített állapotban. A rövidebb ékszíjak vulkanizálásához ezenkívül használnak kazánba rakott vulkanizálóformákat is. Több formagyűrűt csavaroznak egymáshoz úgy, hogy a szomszédos gyűrűk képezte „ék alakú” horonyba pont beférjen egy-egy nyers ékszíj, a trapéz alapjával kifelé. Ezt az egész szerelvényt vízbe helyezik vagy fáslival vagy membránnal burkolják, majd azzal együtt kazánba rakják, és ott vulkanizálják.

### Mártott termékek gyártása
A gumigyártás fent leírt alapműveleteit a legkevésbé talán a mártott termékek gyártásánál alkalmazzák. Még a keverékkészítés is általában más jellegű és nem hoz olyan nagy változást, mint a legtöbb gumitermék gyártásakor.
Mártott termékeket oldatból vagy látexból állítanak elő. Az oldat keverékből és oldószerből készül.
Látexként legtöbbször természetes látexet használnak, mely legnagyobbrészt poliizoprén vizes emulziója. Az 1920-as évekig a természetes látexet semmi másra nem használták, mint természetes kaucsuk előállítására; ma már egy részét közvetlenül látexként is felhasználják.
A természetes látex kaucsukja elég nagy mértékben kristályosodik (főleg deformáció hatására). Jó benne az emulgeátorok aránya (A túl sok emulgeátor visszatartja a vizet, lassítja a gyártást, valamint csökkenti a látexből képződő vékony hártya szilárdságát. A túl kevés emulgeátor növeli a kolloid részecskék méretét, a hártyák szerkezete kevésbé tömör, tulajdonságai egyenetlenebbek lesznek).
Mártott termék akkor készül más látexből, ha valamilyen speciális tulajdonság sokkal fontosabb, mint a többi. Így például készülnek olajálló kesztyűk butadién-nitril és kloroprén-látexből.
Mártáskor folyadékkal telt kádba mártanak formát, amelyre rárakódik a folyékony elasztomer. A formát kiemelik a folyadékból, az elasztomer pedig rászárad-rávulkanizálódik a formára. A forma többször is belemártható a folyadékba, így vastagabb falú termékek is előállíthatók. A (például lánccal) egymáshoz kapcsolt formák gyakran egy adott pályán haladnak egymás után; a pálya egy szakaszát a kádba merülve teszik meg, más szakaszán pedig eltávozik a termékből a folyadék és/vagy kivulkanizál; ezután újra folyadékba merülnek, rárakódik a következő réteg és így tovább.
A beégés (idő előtti vulkanizálás) megakadályozására lehet alkalmazni többféle látexet is; a vulkanizálás egy vagy több hatóanyagát csak az utolsó kád tartalmazza, és így a vulkanizálás csak az utolsó réteg képződése után indul meg.
A formák leggyakrabban porcelánból készülnek. Átlátszó termékekhez szoktak használni üvegformákat is; ha jó hővezetésre van szükség, akkor alumíniumformákat. A gumitermék egyenletes tulajdonságai érdekében a forma felületének is egyenletesnek kell lennie (pl. anyagi minőség és repedésmentesség tekintetében).
A közvetlen mártás során a 40-60 °C-ra előmelegített formákat közvetlenül belemártják a folyadékba. Nagyon vékony réteg látex rakódik rá. Ezt a réteget 50-60 °C-on szárítják, majd újból folyadékba mártják és így tovább. A kívánt falvastagság elérése után 60-70 °C-on szárítják (ha a látex elővulkanizált volt) vagy 110-120 °C-on vulkanizálják (ha normál, nem előtérhálósított látexet használtak). Ezzel az eljárással akár 0,1 mm-nél is vékonyabb termékek is előállíthatók jó minőségben. Így szokott készülni például az óvszer. A rétegek vastagsága függ a folyadék viszkozitásától, a forma anyagától, hőmérsékletétől.
A közvetett eljárások a latex mint kolloid rendszer kicsapásán alapulnak. A kolloid oldatban a részecskék (micellák) belsejében a polimer gombolyag alakú makromolekulája található, melyet az emulgeátor molekulái vesznek körül. Ez utóbbiak negatív végükkel fordulnak kifelé, így taszítják egymást. A micellák közötti szérumot a víz alkotja. A kicsapás (koaguláció) itt azt jelenti, hogy az egymástól elszigetelt polimermolekulák közül eltávolítják az emulgeátor és az oldószer részecskéit. A mártott gumitermékek előállításánál ez történhet például melegítéssel, azaz a hőmozgás növelésével és szárítással (termoszenzibilis mártás); a pozitív részecskékhez vonzódó emulgeátormolekulák eltávolíthatók elektromos árammal (elektrodepozíció) vagy elektrolitokkal (koagulenses mártás).
A koagulenses mártás a legelterjedtebb mártási eljárás; szokták a közvetlen mártással is kombinálni. A koagulens a vízen kívül sót (elektrolitot) és alkoholt szokott tartalmazni. A formákat először a koagulensbe mártják, majd megszárítják. Ezután mártják bele a látexbe. Jóval vastagabb réteg látex képződik rajta, mint a közvetlen mártásnál. Így készül a legtöbb mártott termék, például orvosi és ipari kesztyűk, egészségügyi termékek, ballonok stb.
A termoszenzibilis mártásnál a látex olyan anyagokat (pl. ammónium-kloridot, kalcium-szulfátot, polivinil-metilétert) tartalmaz, amelyektől a látex szobahőmérsékleten viszonylag stabil, 50-60 °C-on viszont további koagulens nélkül kicsapódik. A formák a jó hővezető alumíniumból készülnek. Ezt az eljárást munkavédelmi kesztyűk, csizmák gyártásakor használják.
Az elektrodepozíció során egyenáramot vezetünk a rendszerbe. A kívülről negatív töltésű micellák a pozitív elektródaként használt formák felületére vándorolnak, és ott agglomerálódnak, az addig egymástól elszigetelt polimermolekulák összeérnek.
A mártott termékeket többnyire természetes látexből állítják elő. A poliizoprénnél telítettebb szénláncú (vagyis a hőoxidációnak jobban ellenálló) polimert (szilikonkaucsuk, etilén-propilénkaucsuk stb.) tartalmazó szintetikus látexek alkalmazásával növelhető a vulkanizálás hőmérséklete, és így növelhető a termelékenység.
Látex (vizes emulzió) helyett oldatból is előállíthatók mártott termékek. Az oldatok két fő alkotórésze a polimer és a szerves oldószer. Munkavédelmi okok miatt a szerves oldószerek alkalmazása visszaszorulóban van, így a mártott termékeket is egyre kevésbé állítják elő oldatokból.